# Janet Jackson
Janet Damita Jo Jackson (n. 16 mai 1966, Gary, Indiana, SUA) este o cântăreață, textieră, actriță, dansatoare și compozitoare americană. Născută în orașul Gary, Indiana din Statele Unite ale Americii, artista este cel mai tânăr copil al familiei Jackson. Solista și-a început cariera la o vârstă fragedă, interpretând diverse roluri în câteva seriale televizate. La cererea tatălui său, interpreta a înregistrat și două albume de studio, însă acestea au cunoscut un succes mediocru.
Odată cu promovarea materialului Control, în anul 1986, Jackson a devenit cunoscută la nivel mondial. Discul reprezintă eliberarea artistei de sub tutela tatălui său și declararea independenței. Următorul album, Rhythm Nation 1814, i-a sporit popularitatea grație mesajelor sociale puternice. Prin piesele de pe cele două discuri, ea a reușit să creeze o punte de legătură între muzica R&B și rap, devenind una dintre cele mai apreciate cântărețe ale acelei perioade. Succesul s-a datorat și compozitorilor săi, Jimmy Jam și Terry Lewis, care au devenit ulterior cunoscuți mulțumită colaborării cu aceasta.
Cel de-al cincilea album de studio, intitulat janet. a fost lansat sub egida casei de discuri Virgin Records, cu care interpreta a colaborat până în anul 2006. Contractul încheiat cu această companie a transformat-o pe Jackson în una dintre cele mai bine plătite interprete ale vremii. janet. a fost urmat de compilația Design of a Decade 1986/1996 și de albumele The Velet Rope și All for You, toate înregistrând clasări și vânzări notabile. În tot acest interval, solista a fost distribuită și într-o serie de producții cinematografice, primind recenzii pozitive.
Anul 2004 a reprezentat declinul profesional al lui Jackson, începând cu incidentul petrecut la finala Super Bowl XXXVIII, unde în timpul unei interpretări cu Justin Timberlake, lui Jackson i-a fost expus sânul drept de către partenerul de duet. În urma incidentului, popularitatea cântăreței a scăzut, materialele lansate ulterior, Damita Jo (2004), 20 Y.O. (2006), Discipline (2008) și Unbreakable (2015) înregistrând vânzări mediocre.
Albumele lui Jackson s-au comercializat în peste 140 de milioane de exemplare la nivel mondial, Billboard cotând-o ca unul dintre cei mai bine vânduți cântăreți din istoria muzicii contemporane. Longevitatea interpretei în industria muzicală, precum și stilul său de interpretare sau coregrafiile sale au inspirat un număr mare de tineri interpreți. Solista este singurul membru al familiei Jackson, cu excepția fratelui său Michael Jackson, care a cunoscut succes la nivel internațional. În 2014, Fuse a clasat-o pe Janet Jackson pe locul al treilea în topul celor mai premiați muzicieni ai tuturor timpurilor.

## Biografia și cariera

### Copilăria și primele roluri în seriale

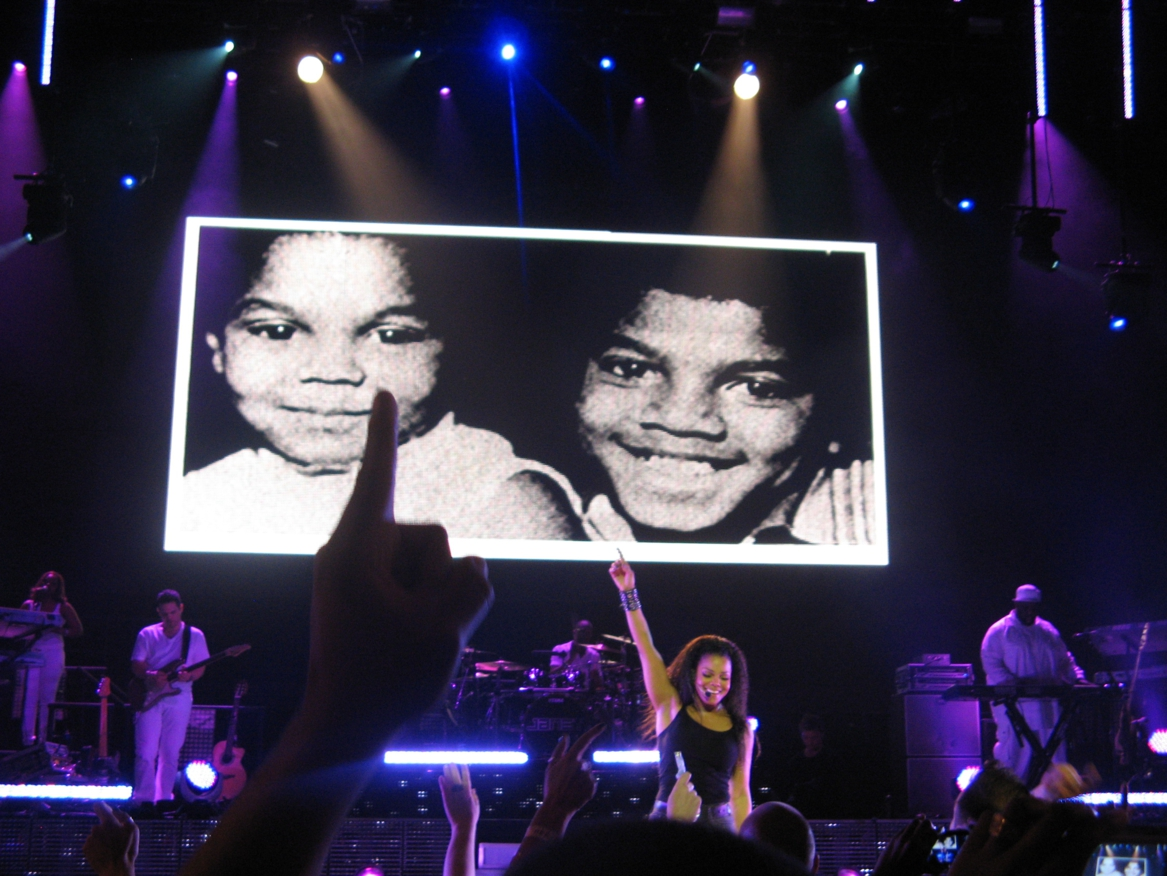
Janet și Michael Jackson în copilărie

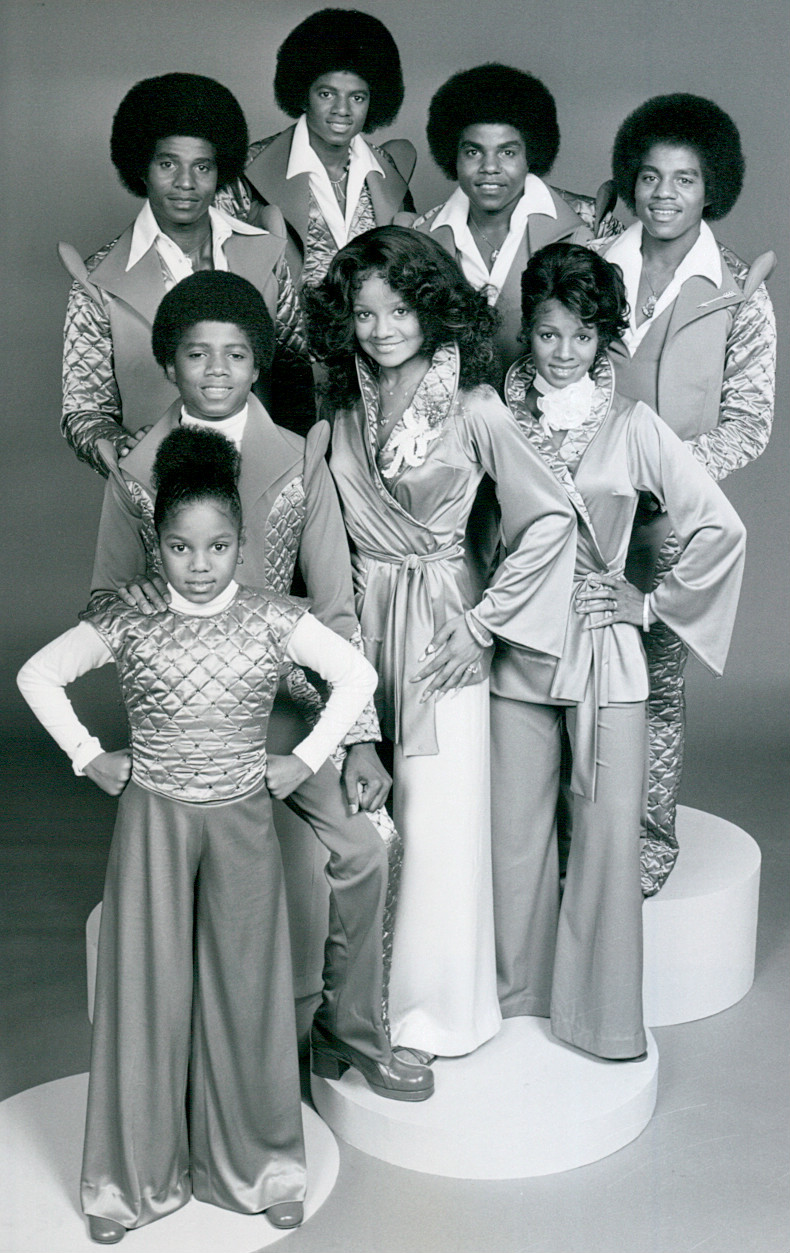
Janet (rândul de jos) într-o poză de pe platoul serialului The Jacksons din 1976

Janet Jackson s-a născut în Gary, Indiana, fiind cel mai mic copil al cuplului Katherine Esther (născută Scruse) și Joseph Walter Jackson. Familia sa nu era foarte înstărită și era adepta confesiunii Martorii lui Iehova, Jackson încetând ulterior să practice o religie organizată și să vadă relația ei cu Dumnezeu ca fiind una directă. Când avea o vârstă fragedă, frații săi, Jackie, Tito, Jermaine, Marlon și Michael, făceau parte din formația The Jackson 5 și aveau concerte în cluburi și teatre. În martie 1969, grupul a semnat un contract cu Motown Records, până la sfârșitul anului având deja primul cântec ajuns pe primul loc în Statele Unite. Datorită succesului înregistrat, familia s-a mutat în Encino, un cartier al orașului Los Angeles în 1971, unde au locuit într-o proprietate numită Hayvenhurst. Deși s-a născut într-o familie formată din muzicieni profesioniști, Jackson nu a dorit să urmeze aceeași carieră, visul ei fiind să devină jockey. Cu toate acestea, tatăl îi plănuise o carieră în industria muzicală. Solista a declarat într-un interviu: „Nimeni nu m-a întrebat dacă vreau să devin cântăreață... era de așteptat”.
În 1974, la vârsta de șapte ani, Jackson a apărut pe scena din Las Vegas alături de rudele sale într-un spectacol de dans la cazinoul MGM. Jane Cornwell, documentându-se pentru biografia solistei, Janet Jackson (2002), a afirmat că Joseph Jackson i-a spus fiicei sale să nu i se mai adreseze cu „tată”, ci cu apelativul „Joseph”, pentru că devenise managerul ei. Jackson a început cariera de actriță în emisiunea difuzată de CBS The Jacksons (1976), alături de rudele sale, Tito, Rebbie, Randy, Michael, Marlon, La Toya și Jackie. În 1977 a fost aleasă de producătorul Norman Lear pentru un rol secundar în serialul Good Times, cel al lui Penny Gordon Woods. În 1979 și 1980 a jucat în A New Kind of Family, portretizând-o pe Jojo Ashton, iar mai apoi s-a alăturat distribuției pentru Diff'rent Strokes, interpretând-o pe Charlene Duprey din 1981 până în 1982. Solista a mai jucat rolul lui Cleo Hewitt în cel de-al patrulea sezon al sitcomului Fame; chiar dacă nu a făcut parte prea mult din distribuția acestuia, ea a declarat că a fost o experiență plăcută.

### 1982–1985: începutul carierei muzicale
Chiar dacă inițial Jackson nu își dorea o carieră în muzică, a fost de acord să participe la o serie de înregistrări alături de familia sa. La vârsta de șaisprezece ani, tatăl său i-a obținut un contract de promovare cu casa de discuri A&M Records. Materialul de debut, intitulat Janet Jackson, a fost lansat pe data de 21 septembrie 1982 în Statele Unite ale Americii, ocupând locul 6 în clasamentul celor mai bine vândute discuri de muzică rhythm and blues. Tatăl solistei, Joseph Jackson, s-a implicat și el în conceperea albumului. Cele mai cunoscute cântece ale albumului sunt extrasele pe single „Young Love”, „Come Give Your Love to Me” și „Say You Do”, toate câștigând poziții de top 20 în Billboard Hot R&B/Hip-Hop Songs.
Cel de-al doilea material discografic de studio al artistei, Dream Street, a fost lansat la sfârșitul anului 1984. La realizarea discului au participat și frații interpretei, Marlon Jackson compunând două piese, acompaniamentul vocal fiind asigurat de Tito, Michael și Jackie Jackson. Deși a primit ajutor din partea familiei, albumul a înregistrat vânzări mai slabe decât predecesorul său, singurul cântec notabil fiind „Don't Stand Another Chance”, acesta clasându-se pe locul 9 în Bilboard R&B Singles Chart. La finele anului 1984, Jackson s-a căsătorit cu interpretul de muzică rhythm and blues James DeBrage, cu care era prietenă din copilărie, însă au divorțat la scurt timp, căsătoria lor fiind anulată la mijlocul anului 1985.

### 1986–1988: „Control” și succesul internațional
Imediat după lansarea și promovarea albumului Dream Street, Jackson a hotărât să nu mai colaboreze cu familia sa și să se ocupe singură de carieră. Ulterior, aceasta a declarat: „Îmi amintesc cum încercam să îi spun tatălui meu faptul că nu mai doream ca el să mă mai impresarieze. Ar fi fost mai ușor să îi spună mama pentru mine, dar era un lucru pe care trebuia să-l fac eu însămi”. De asemenea, referitor la aceeași subiect, solista a susținut: „Tot ce doream era să plec din casă și să ies de sub tutela tatălui meu, acesta fiind unul dintre cele mai grele lucruri pe care am fost nevoită să le realizez”. John McClain, directorul executiv al companiei A&M Records i-a angajat pe compozitorii Jimmy Jam și Terry Lewis pentru a lucra cu Jackson. Într-un interval de șase săptămâni, cei trei au completat înregistrările pentru cel de-al treilea material discografic de studio al cântăreței, Control. Interpreta a declarat faptul că în perioada în care se ocupa de crearea albumului a fost acostată pe stradă de un grup de bărbați. În timpul acestui incident, Jackson a susținut faptul că a preferat să se lupte cu agresorii decât să ceară ajutorul colaboratorilor săi. În urma acestei experiențe, Jackson a scris cântece precum „Nasty” sau „What Have You Done for Me Lately”, dintr-un sentiment de auto-apărare.
Cu toate că Jam și Lewis doreau ca ea să obțină sprijinul întregii societăți din S.U.A., cel mai important lucru pentru cei doi era ca solista să fie acceptată de comunitatea afro-americană. Jam a declarat faptul că au dorit să realizeze un album care să se poată regăsi în fiecare casă ce găzduia persoane de culoare din America. Lansat în luna februarie a anului 1986, Control a obținut locul 1 în Billboard 200 și a intrat în clasamentele din Europa și Oceania. Publicația Newsweek consideră albumul „o alternativă la baladele sentimentale și aranjamentele opulente ale lui Patti LaBelle și Whitney Huston”. Rob Hoerburger de la revista Rolling Stone afirmă: „Control este un album mai interesant decât a realizat Diana Ross în cinci ani și o pune pe Janet într-o poziție similară cu cea a tinerei Donna Summer”. Primul disc single al materialului, „What Have You Done for Me Lately”, a devenit primul cântec de top 10 al artistei în Billboard Hot 100, ocupând locul 4. Pentru a promova albumul Control au mai fost lansate șase extrase pe single, patru dintre acestea („Nasty”, „When I Think of You”, „Control” și „Let's Wait Awhile”) au obținut clasări de top 5 în aceeași ierarhie, în timp ce „The Pleasure Principle” a urcat până pe treapta cu numărul 14 în clasamentul american. „When I Think of You” a devenit prima clasare pe locul 1 a lui Jackson în Billboard Hot 100. Coregrafiile celor mai multe videoclipuri din era Control au fost realizate de Paula Abdul.
Control a primit cinci discuri de platină în Statele Unite ale Americii, comercializându-se în peste zece milioane de exemplare la nivel mondial. Discul a câștigat o nominalizare la Premiile Grammy din anul 1987, la categoria „Albumul anului” și patru trofee American Music Awards, dintr-un total de doisprezece nominalizări. Richarts J. Ripani, autorul cărții The New Blue Music: Changes in Rhythm & Blues, 1950-1999 susține faptul că succesul materialului Control se datorează combinației de muzică rhythm and blues și muzică rap, Jackson reușind să stabilească astfel o punte de legătură între aceste două genuri muzicale.

### 1989–1992: „Rhythm Nation” și încheierea contractului cu A&M Records
În luna septembrie a anului 1989, Jackson a lansat cel de-al patrulea album de studio, intitulat Janet Jackson's Rhythm Nation 1814. Cu toate că directorii casei de discuri A&M Records au dorit ca materialul să aibă o temă similară cu predecesorul său, interpreta a refuzat ca integritatea sa artistică să fie compromisă, dorind să includă în versurile sale mesaje cu caracter social. Jackson a declarat referitor la acest lucru următoarele: „Nu sunt naivă – sunt conștientă de faptul că un album sau un cântec nu pot schimba lumea. Tot ce doresc eu este ca muzica și dansul meu să capteze atenția audienței suficient de mult pentru ca aceasta să asculte versurile și să înțeleagă ce avem de spus”. Compozitorul Jimmy Jam a declarat pentru The Boston Globe: „Întotdeauna aveam un televizor pornit, de obicei pe programul CNN … și cred că încărcătura socială a unor cântece precum «Rhythm Nation», «State of the World» sau «The Knowledge» a venit din acest lucru”. Vince Aletti, jurnalistul revistei Rolling Stone, a observat faptul că Jackson și-a schimbat tema folosită în cântecele sale, pe acest disc existând mesaje despre libertatea personală și adevăratele probleme sociale, precum nedreptatea, crimele sau drogurile. Richard J. Ripani a observat faptul că, la fel ca și predecesorul său, a inclus o serie de elemente ale genului new jack swing.
Janet Jackson's Rhythm Nation 1814 a ocupat locul 1 în Billboard 200, primind șase discuri de platină din partea Recording Industry Association of America. Materialul s-a comercializat în peste șase milioane de copii în Statele Unite ale Americii și în peste paisprezece milioane de exemplare la nivel global. Discul a devenit singurul album de studio din istorie care include piese ce au obținut locul 1 în Billboard Hot 100 în trei ani calendaristici diferiți – „Miss You Much” în anul 1989, „Escapade” și „Black Cat” în 1990 și „Love Will Never Do (Without You)” în 1991. De asemenea, este singurul album din istorie care deține șapte șlagăre de top 5 în Billboard Hot 100. Videoclipul adiacent înregistrării „Rhythm Nation” a primit un trofeu la gala Premiilor Grammy din anul 1989 la categoria „Cel mai bun videoclip de lung metraj” (în limba engleză: „Best Long Form Music Video”). Billboard a numit Rhythm Nation 1814 cel mai bine vândut album al anului 1990 în S.U.A., câștigând numeroase premii. În aceeași perioadă publicația Chicago Tribune descris-o pe Jackson ca fiind „o prințesă a muzicii pop”. În ciuda faptului că unele persoane au atribuit succesul lui Jackson celor doi producători ai săi, Jimmy Jam a declarat: „când cineva spune, «ei bine, ea îi are pe Jimmy Jam și Terry Lewis», trebuie să îți aduci aminte că noi nu eram chiar ... Quincy Jones ... Control a fost primul nostru succes. Același lucru poate fi spus și despre Paula [Abdul]. Nu a fost ca și cum Janet l-ar fi angajat pe Fred Astaire ... Ea ne-a dat o șansă tuturor”.
Turneul Rhythm Nation 1814 a fost prima serie de concerte realizată de Jackson până în acel moment. Conceptul turneului se baza pe recrearea videoclipurilor promovate de-a lungul erelor Control și Rhythm Nation, rezultatul fiind descris de Entertainment Weekly ca „un spectacol elaborat din punct de vedere coregrafic”. Recitalurile a devenit unul dintre cele mai cunoscute și reușite turnee de debut din istorie. În timpul seriei de interpretări, lui Jackson i-a fost adus la cunoștință impactul cultural pe care l-a creat muzica sa. Jurnalistul Joel Selvin de la publicația San Francisco Chronicle citează: „tânăra în vârstă de douăzeci și trei de ani a realizat înregistrări de succes timp de patru ani, devenind o prezență constantă pe MTV și un adevărat model pentru adolescentele din întreaga țară”. De asemenea, Whilliam Allen, pe atunci directorul general al fundației United Negro College a declarat pentru Los Angeles Times următoarele: „Jackson este un model demn de urmat pentru toți tinerii și mesajele pe care le transmite tinerilor din această țară prin intermediul versurilor de pe Rhythm Nation 1814 au efecte pozitive”. Artista a conceput bursa „Rhythm Nation” în colaborare cu United Negro College, donând din profiturile înregistrate de ea în cadrul turneului pentru a putea finanța o serie de programe educaționale. În urma mai multor intervenții s-au strâns peste 500.000 de dolari americani folosiți în scopuri educative. Routledge International Encyclopedia of Women: Global Women's Issues and Knowledge afirmă faptul că succesul înregistrat de Jackson în această perioadă este la fel de notabil precum cel obținut de artiști precum Madonna, Tina Turner sau fratele său, Michael Jackson.
Odată cu lansarea materialului Rhythm Nation 1814, Jackson și-a încheiat contractul cu casa de discuri A&M Records. În anul 1991, solista a semnat un contract cu compania Virgin Records, sub egida căreia au fost lansate următoarele cinci albume ale cântăreței. Valoarea contractului încheiat de cele două părți a fost estimată la aproximativ 32 – 50 de milioane de dolari americani, interpreta devenind cea mai bine plătită interpretă din muzică în acea perioadă. În același an, Jackson s-a căsătorit în secret cu dansatorul, regizorul și textierul Rene Elizondo, Jr., cu care aceasta stabilise anterior o relație de prietenie. Un an mai târziu, în 1992, artista a înregistrat un cântec în colaborare cu Luther Vandross, Bell Biv Devoe și Ralph Tresvant, intitulat „The Best Things in Life Are Free”, ce a fost inclus pe coloana sonoră a peliculei Mo' Money.

### 1993–1996: „janet.”, debutul cinematografic și „Design of a Decade”

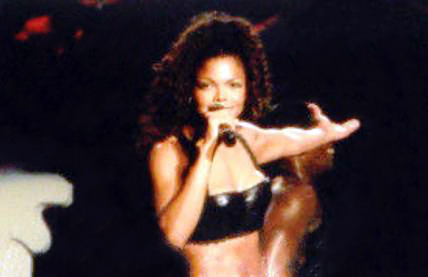
Janet Jackson în cadrul turneului Janet.

În luna mai a anului 1993, cel de-al cincilea material discografic de studio al lui Jackson a fost lansat prin intermediul casei de discuri Virgin Records. Discul, intitulat janet., a debutat pe locul 1 în Billboard 200, devenind cel de-al treilea album de studio al interpretei ce reușește această performanță. Referitor la titlul materialului, artista a declarat următoarele: „Unele persoane consideră faptul că mă folosesc de numele meu de familie pentru a obține succes ... De aceea am hotărât să îmi consemnez doar prenumele pe janet. și nu i-am rugat pe frații mei să îmi compună cântece”. The New Rolling Stone Album Guide (din anul 2004) declară faptul că șlagărul câștigător al unui premiu Grammy, „That's the Way Love Goes”, dar și hiturile de top 10 în Billboard Hot 100 „If”, „Because of Love”, „You Want This” și „Any Time, Any Place” conțin semene ale dorinței de maturizare. Rolling Stone citează: „Ca prințesă a celei mai importante familii de culoare din America, tot ce face Janet Jackson este important. Fie că își declară controlul asupra vieții sale, cum a făcut pe Control (1986) sau conduce o armată de dansatori care luptă împotriva problemelor sociale (Rhythm Nation 1814 din 1989), ea are puterea de a influența. Și în momentul în care își declară maturitatea sexuală, cum o face pe noul său album, janet., este un moment memorabil”. Editorul Robert Johnson de la publicația San Antonio Express-News afirmă faptul că materialul se încadrează între „visător și senzual” și „extrem de erotic”, adăugând „deși janet. nu este perfect ... ar trebui să fie de ajuns pentru a o transforma [pe Jackson] în «Regina muzicii Pop»”. În contradicție cu cele afirmate de publicația menționată, David Browne de la revista Entertainment Weekly a fost mai puțin impresionat de discul artistei, declarând: „vocea sa este de multe ori acoperită de cei doi producători”, considerând materialul janet. „o copie după stilul disco abordat de Madonna pe Erotica”. Albumul a primit șase discuri de platină în Statele Unite ale Americii, fiind comercializat în peste douăzeci de milioane de exemplare la nivel internațional.
În luna iulie a anului 1993, Jackson și-a făcut debutul în lumea cinematografiei prin intermediul filmului Poetic Justice. Rolling Stone a descris interpretarea artistei ca fiind „un debut de film seducător”, în ciuda lipsei sale de experiență, în timp ce The Washington Post a considerat prestația ca fiind una „excentrică”. Cântecul lui Jackson „Again” a fost inclus pe coloana sonoră a producției, câștigând și o nominalizare la premiile Academiei Americane de Film, la categoria „Cel mai bun cântec original”.

Janet Jackson pe coperta revistei Rolling Stone (ediția septembrie 1993). Coperta și articolul prezent în cadrul publicației sunt în concordanță cu imaginea promovată de artistă în acea perioadă. O versiune minimizată este folosită pentru coperta albumului janet..

În septembrie 1993, Jackson a apărut pe jumătate dezbrăcată pe coperta revistei Rolling Stone, soțul său din acea perioadă René Elizondo acoperindu-i sânii cu ambele mâini. Fotografia originală folosită pentru coperta revistei a fost folosită și pentru albumul janet.. Editorul Sonia Murray de la cotidianul The Vancouver Sun citează: „Jackson, 27 [de ani], rămâne stabilă pe cele două paliere ale sale, model social și sex simbol; fotografia din Rolling Stone cu Jackson ... a devenit una dintre cele mai cunoscute coperte ale anului”. În editorialul „Sexual Healing” scris de David Ritz, artista a explicat: „sexul a fost de câțiva ani o parte importantă din mine. Dar nu a devenit public până acum. Am fost nevoită să recurg la câteva modificări și să schimb anumite atitudini înainte de a mă simți împăcată cu propriul meu corp. Ascultându-mi ultimul disc, oamenii au înțele imedit schimbarea care s-a produs în mine”. Ritz a făcut o legătură între transformarea suferită de Jackson cu cea simțită de Marvin Gaye, el declarând: „la fel ca și Gaye care a trecut de la What's Going On la Let's Get It On, de la auster la extaz, Janet, la fel de bine intenționată ca și Marvin, a trecut de la Rhythm Nation la janet., declarația ei de eliberare sexuală”. Cea de-a doua serie de concerte a lui Jackson a fost aclamată de critici, turneul janet. fiind apreciat pentru performanțele artistei. Michael Snyder de la San Francisco Chronicle a descris interpretările cântăreței ca o combinație între „recitalurile de muzică pop și extravaganța teatrală”, în timp ce Steve Pick de la St. Louis Post-Dispatch a observat faptul că spectacolele susținute de Jackson au ajutat numeroasele șlagăre ale albumului janet. să devină mai cunoscute, datorită „persoanei impresionante de pe scenă”.
În toată această perioadă, Michael Jackson a fost acuzat de pedofilie, lucru negat de interpret. Cântăreața și-a declarat sprijinul față de fratele său și a negat conflictele invocate de sora sa La Toya Jackson în cartea sa La Toya: Growing Up in the Jackson Family (apărută în anul 1991), unde aceasta susține faptul că părinții au abuzt-o atât pe ea cât și pe frații săi. Într-un interviu cu Lynn Norment de la publicația Ebony, Janet Jackson și-a exprimat poziția referitoare la acest eveniment: „soțul ei [Jack Gordon] i-a spălat creierul atât de mult încât ea este distantă cu noi toți”. Norment relatează și faptul că în timpul înregistrărilor pentru albumul janet. „La Toya a apărut la studioul din Minneapolis și a creat un scandal, în ciuda faptului vă sora [lui Jackson] i-a ignorat telefoanele timp de patru ani”. De asemenea, artista și-a criticat fratele Jermaine Jackson pentru faptul că l-a atacat pe Michael în discul single lansat de el în 1991, „Word To the Badd”. În luna octombrie a anului 1994, interpreta a realizat un duet cu fratele său Michael, cei doi înregistrând piesa „Scream”. Cântecul a fost inclus pe materialul discografic lansat de fratele acesteia în anul 1995, HIStory. Textul compoziției a fost scris de cei doi frați, fiind considerat un răspuns la reacția Mass Mediei referitoare la cazul de abuz în care Michael a fost implicat. Discul single a intrat în Billboard Hot 100 pe locul 5, fiind primul cântec din istorie care debutează în top 5 în ierarhia americană. „Scream” a beneficiat și de cel mai scump videoclip realizat vreodată, costurile producției ridicându-se la aproximativ șapte milioane de dolari americani. Scurt-metrajul a câștigat un premiu Grammy în anul 1995, „Cel mai bun videoclip în formă scurtă” (în limba engleză: „Best Short Form Music Video”).
În luna octombrie a aceluiași an, Jackson a lansat primul album de compilație din cariera sa, Design of a Decade 1986/1996. Materialul a fost promovat prin intermediul casei de discuri A&M Records și a debutat pe locul 3 în Billboard 200. Primul extras pe single, „Runaway”, a câștigat poziția cu numărul 3 în Billboard Hot 100 și a urcat în top 10 în țări precum Australia, Canada, Noua Zeelandă sau Regatul Unit. Design of a Decade 1986/1996 a primit dublu disc de platină în Statele Unite ale Americii și s-a comercializat în peste patru milioane de exemplare la nivel global. În ianuarie 1996, Jackson și-a reînnoit contractul cu Virgin Records, valoarea acestuia ridicându-se la aproximativ 80 de milioane de dolari americani. Actul semnat cu casa de discuri a ajutat-o pe cântăreață să devină cel mai bine plătit muzician al acelei perioade, surclasând soliști precum Madonna sau Michael Jackson, contractele celor doi fiind estimate la aproximativ 60 de milioane de dolari americani.

### 1997–1999: materialul „The Velvet Rope”
Pe parcursul ultimilor doi ani înainte de lansarea celui de-al șaselea album, The Velvet Rope, au existat zvonuri conform cărora Jackson a suferit de depresie și anxietate. Michael Saunders de la The Boston Globe a considerat materialul discografic ca fiind „o auto-examinare critică și un jurnal audio al drumului unei femei către descoperirea de sine”. Solista a declarat că: „cu toții am mers la premiere sau în cluburi de noapte și am văzut frânghia ce-i separă pe cei ce pot intra de cei care nu. Există o asemena frânghie de mătase în fiecare dintre noi; [aceasta] îi împiedică pe ceilalți să ne descopere sentimentele. Uneori, în special în timpul copilăriei, m-am simțit lăsată pe dinafară sau singură. Mă simțeam neînțeleasă”. Albumul introduce sadomasochismul în tematica muzicală a lui Jackson. Eric Henderson de la Slant a scris că: „The Velvet Rope este o capodoperă plină de întuneric ce ilustrează printre biciuri și lanțuri faptul că nu există nimic mai provocator decât nuditatea spirituală”. Billboard a numit The Velvet Rope „cel mai bun material american al anului”.
Lansat în octombrie 1997, albumul a debutat pe primul loc în Billboard 200 și a primit ulterior triplu disc de platină de la RIAA. În august 1997, primul single lansat, „Got 'Til It's Gone” a ajuns pe locul 36 în Billboard Hot 100 Airplay. Cântecul conținea o mostră din „Big Yellow Taxi” al lui Joni Mitchell și era o colaborare cu rapperul Q-Tip. Videoclipul acestei piese a fost premiat la premiile Grammy în 1997. Cel de-al doilea single promovat de pe album, „Together Again”, a devenit cea de-a opta înregistrare a solistei ce ajunge pe primul loc în Billboard Hot 100, această performanță fiind atinsă și de Elton John, Diana Ross, The Rolling Stones. Discul single a staționat timp de 46 de săptămâni în această ierarhie și 19 ediții în UK Singles Chart. „I Get Lonely” s-a clasat pe locul trei în ierarhia americană.
Jackson a donat o parte din câștigurile ei provenite din vânzările piesei „Together Again” fundației American Foundation for AIDS Research. Neil McCormick de la The Daily Telegraph și revista Rolling Stones au observat folosirea temelor legate de homosexualitate în „Together Again” și „Free Xone”. Albumul a fost recompensat de National Black Lesbian and Gay Leadership Forum și a primit premiul pentru „Outstanding Music Album” la GLAAD Media Awards.
Jackson a început turneul international The Velvet Rope Tour în 1998, fiind incluse țări din Europa, America de Nord, Africa, Asia și Australia. Robert Hilburn de la The Los Angeles Times a scris: „se află atat de multe din ambiția și strălucirea unui spectacol de pe Broadway în turneul lui Janet Jackson încât ei i s-ar potrivi mai bine titlul de «creator și regizor» al turneului”. The Velvet Rope: Live in Madison Square Garden, spectacolul difuzat de HBO, a fost urmărit de peste 15 milioane de persoane, acest concert de două ore înregistrând audiență mai mare în rândul abonaților decât toate cele patru posturi importante de televiziune. În luna următoare, Jackson s-a despărțit de Elizondo Jr. În timp ce turneul era pe sfârșite, Jackson a colaborat cu numeroși soliști, cum ar fi Shaggy pentru „Luv Me, Luv Me” apărut pe coloana sonoră a filmului How Stella Got Her Groove Back, „God's Stepchild” de pe coloana sonoră a peliculei Down on the Delta, cu BLACKstreet pentru „Girlfriend/Boyfriend”, cu Busta Rhymes pentru „What's It Gonna Be?!” și cu Elton John pentru „I Know the Truth”. La ceremonia din 1999 a premiilor World Music Awards, Jackson a primit alături de Cher distincția Legend Award pentru „contribuția pe durata vieții și contribuția uimitoare adusă industriei muzicii pop”. La sfârșitul anului 1999, Billboard a numit-o a doua cea mai de succes solistă a decadei, după Mariah Carey.

### 2000–2003:Profesorul trăsnit 2: Clanul Klumpși „All for You”
În luna iulie a anului 2000, Jackson și-a făcut apariția în cel de-al doilea film din cariera sa, Profesorul trăsnit 2: Clanul Klump, unde a interpretat rolul profesoarei Denise Gaines, alături de Eddie Murphy. Pelicula a devenit cea de-a doua producție cinematografică a lui Jackson ce a debutat pe locul 1 în Box Office-ul american, grație celor 42,7 milioane de dolari americani încasați în primul sfârșit de săptămână. Contribuția artistei la coloana sonoră a filmului constă în piesa „Doesn't Really Matter”, ce a devenit cel de-al nouălea șlagăr al interpretei ce ocupă prima poziție în Billboard Hot 100, cunoscând succesul și la nivel internațional. În același an, soțul cântăreței a început procedura de divorț. Jurnalistul Jeff Gordinier de la publicația Entertainment Weekly a scris faptul că din cei treisprezece ani în care s-au cunoscut, timp de opt ani „au fost căsătoriți — un aspect pe care au reușit să-l ascundă nu doar de atenția presei internaționale, dar și de cea a propriului tată al lui Jackson”. Elizondo i-a intentat artistei un proces, a cărui miză o constituia o sumă între zece și douăzeci și cinci de milioane de dolari americani; cei doi nereușind să ajungă la un acord comun până în anul 2003.
Interpreta a fost recompensată de către American Music Awards cu trofeul de merit, în martie 2001 pentru „albumele sale câștigătoare a mai multor discuri de platină, bine realizate, aclamate de critici și încărcate cu mesaje sociale”. Ulterior, Jackson a fost laureata unui trofeu MTV, intitulat „Premiul mtvICON”, „un trofeu decernat anual artiștilor care au adus o contribuție semnificativă muzicii, videoclipurilor și culturii pop, în timp ce au avut un impact major asupra generației MTV”. Cel de-al șaptelea album de studio al artistei, All for You, a fost lansat în aprilie 2001 și a debutat direct pe locul 1 în Billboard 200. Cele peste 605.000 de exemplare vândute în prima săptămână au facilitat calea materialului spre poziția fruntașă, devenind în același timp și cea mai bună intrare în clasamente a cântăreței din întreaga sa carieră muzicală.
Primul extras pe single al discului, „All for You”, a debutat pe treapta cu numărul 14 în Billboard Hot 100, cea mai înaltă intrare în ierarhie pentru un cântec ce nu era disponibil pentru comercializare. Teri VanHorn de la MTV a numit-o pe Jackson „Regina radioului”, întrucât înregistrarea a făcut istorie din punct de vedere al difuzărilor primite din partea posturilor de radio, fiind adăugat pe listele fiecărei stații de radio pop, R&B sau urban care contribuia la realizarea revistei Radio & Records în prima săptămână. Piesa a câștigat locul 1 timp de șapte săptămâni în S.U.A., devenind un succes și la nivel mondial. De asemenea, interpreta a fost recompensată cu un premiu Grammy la categoria cea mai bună înregistrare dance pentru „All for You”. Cel de-al doilea single al materialului, „Someone to Call My Lover”, a fost considerat de critici unul dintre cele mai interesante cântece de pe album, ocupând treapta cu numărul 3 în Billboard Hot 100. All for You s-a comercializat în peste trei milioane de exemplare doar pe teritoriul Statelor Unite ale Americii, primind dublu disc de platină.
Majoritatea recenziilor realizate pentru turneul All for You au adus în discuție diverse comparații între Jackson și artistele ce activau în aceeași perioadă. David Massey de la Los Angeles Times a felicitat-o pe artistă, comentând: „Janet a depășit-o pe fata materialistă Madonna cu mult... Și cum rămâne cu aspectul în care se spune că spectacolul lui Janet este ca și cel al lui Britney Spears? Alo, este exact invers”. În mod similar, Rudy Scalese a complimentat-o pe Jackson pentru interpretările sale, afirmând: „Janet Jackson nu a decăzut deloc. Este încă Regina muzicii Pop”. Cu toate acestea, Charles Passy de la The Palm Beach Post a declarat: „urmărind spectacolul lui Jackson după turneul Drowned World al Madonnei realizezi limitele unui concert pop. Madonna a forțat aceste bariere, îndrăznind să prezinte un hibrid între circ, teatru și muzică. Pe de altă parte, Jackson a supraviețuit în limitele sale”. Cântăreața a donat o parte din câștigurile acumulate în urma seriei de concerte fundației Boys & Girls Clubs of America (ce se ocupă cu stimularea tinerilor pentru a deveni cetățeni productivi și responsabili), președinta acesteia, Roxanne Spillett susținând: „implicarea sa în cauza noastră, cât și contribuția financiară adusă ne va ajuta să obținem un număr mai mare de tineri în căutare de speranță și oportunități”.
În 2002, interpreta a colaborat cu artistul reggae Beenie Man la înregistrarea „Feel It Boy”. Ulterior, cântăreața și-a exprimat regretul referitor la colaborare, după ce a descoperit faptul că muzica promovată de artist conținea versuri cu caracter homofob, Jackson cerându-și scuze fanilor de orientare homosexuală prin intermediul revistei The Voice. În același an, solista a început o relație cu producătorul muzical Jermaine Dupri.

### 2004–2005: Super Bowl XXXVIII și „Damita Jo”

Janet Jackson alături de Justin Timberlake în timpul controversatei interpretări în care artistei i-a fost expus sânul drept.

În februarie 2004, în timpul pauzei meciului de fotbal Super Bowl XXXVIII, Jackson a cântat în duet cu Justin Timberlake, audiența evenimentului fiind de peste 140 de milioane de telespectatori. La sfârșitul interpretării, solistul a rupt o parte din costumul negru de piele al lui Jackson pentru a fi în acord cu o porțiune din versurile cântecului „Rock Your Body” („gonna have you naked by the end of this song” – en: „o să te dezbrac până la finalul acestui cântec”), dezgolindu-i sânul drept. Ulterior, Timberlake și-a cerut scuze pentru „incident”, numindu-l o „defecțiune a garderobei”, iar Jackson a declarat: „Îmi pare foarte râu dacă am jignit pe cineva. Nu a fost intenția mea... MTV, CBS, NFL nu au știut de acest lucru și, din nefericire, nu a ieșit cum trebuie la final”. Coregraful solistei, Gil Duldulao, a spus: „Nu cred că Super Bowl-ul a mai avut parte vreodată de un astfel de spectacol. Au fost momente șocante... Janet și-a făcut treaba foarte bine”. O purtătoare de cuvânt a canalului CBS (ce a transmis live evenimentul) a afirmat că „regretă incidentul”, iar Joe Browne, vicepreședinte executiv al Ligii Americane de Fotbal, a declarat că este aproape imposibil ca MTV să mai organizeze spectacolele din pauza meciurilor. La rândul său, postul muzical de televiziune s-a apărat: „[incidentul] nu a fost repetat, plănuit, ci complet neintenționat”. Ulterior, guvernul Statelor Unite a sesizat Curtea Supremă cerându-i să dea o amendă de o jumătate de milion de dolari canalului CBS. După trei ani de acțiuni judiciare, curtea de apel federală din Philadelphia a anulat-o în luna iulie 2008. Revista Time a anunțat că incidentul a fost cel mai revăzut moment din istoria TiVo și Monte Burke de la publicația Forbes a estimat creșterea cu 35 000 de noi înscrieri la această firmă de DVR. Jackson a fost adăugată în ediția din 2007 a Guinness World Records pentru „Cea mai căutată persoană pe internet”, „Cea mai mare amenda impusă unui operator de radio” și „Cea mai căutată știre”.
Din cauza acestui incident, CBS a anunțat că va permite participarea lui Jackson și a lui Timberlake la ceremonia premiilor Grammy din acel an doar dacă își vor cere scuze postului. Timberlake s-a conformat, însă solista a refuzat. Ca urmare, Jermaine Dupri a demisionat din comitetul premiilor Grammy. S-au lansat zvonuri conform cărora din cauza controversei de la Super Bowl, solistei i s-a reziliat contractul cu ABC-TV pentru apariția într-un rol pentru filmul despre viața cântăreței Lena Horne. Reprezentanții lui Jackson au declarat însă că interpreta a renunțat la proiect din proprie inițiativă.

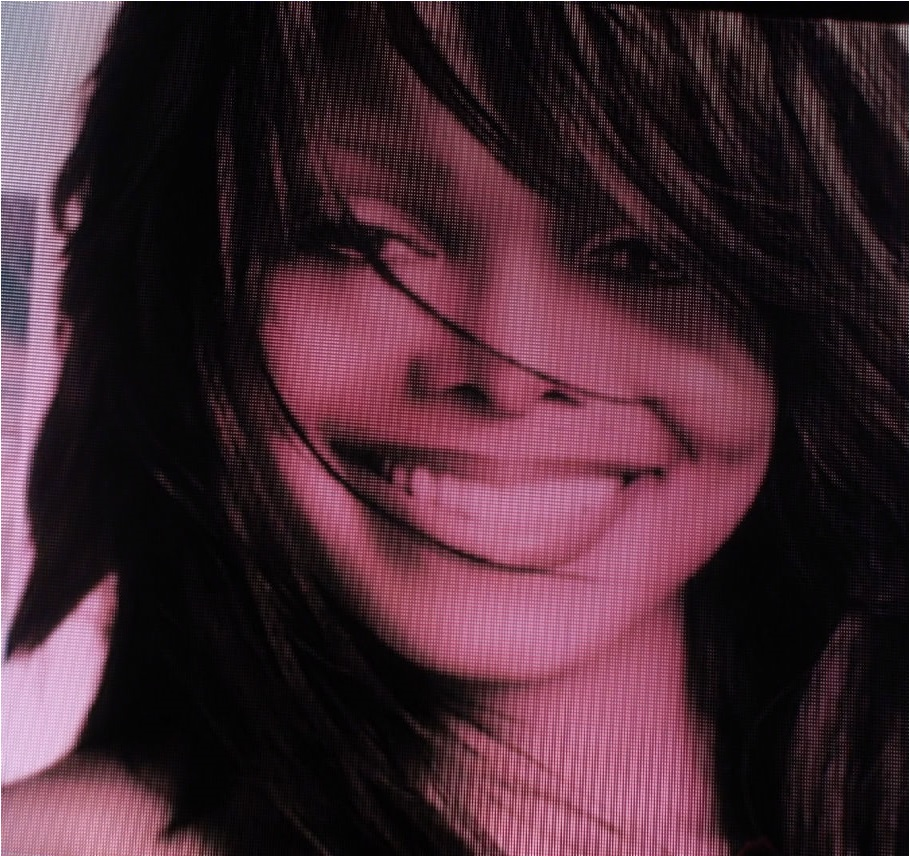
Damita Jo

În martie 2004 a fost lansat cel de-al optulea album de studio al solistei, Damita Jo, ce a debutat pe locul doi în Billboard 200. Steve Jones de la USA Today afirmă că „materialul, ce preia al doilea nume [al lui Jackson], arată diferite părți ale personalității ei”. În timpul interviului pentru această publicație, ea a declarat: „materialul este despre dragoste... Damita Jo este unul din personajele ce trăiesc în mine”. Stephen Thomas Erlewine de la allmusic numește discul „echivalentul acustic al pornografiei - nu lasă nimic imaginației și se repetă la infinit”. În schimb, Ann Powers de la revista Blender afirmă: „structurat artistic, neapologetic explicit, Damita Jo reprezintă erotismul în forma sa prietenoasă și foarte bine cumpătată. Această revărsare tantrică ce durează mai bine de o oră șterge chiar și amintirea incidentului de la Super Bowl”. Lorraine Ali de la Newsweek consideră că albumul interpretei îi arată vulnerabilitatea: „cine ar ști mai bine cum este să fii expus? Dezastrul/incidentul/publicitatea de la Super Bowl este lăsată de-o parte, [solista] este cel de-al nouălea și cel mai tânăr copil al celei mai atent examinate familii din cultura pop”.
Jackson a fost gazda emisiunii Saturday Night Live pe 10 aprilie 2004, unde a parodiat incidentul de la Super Bowl. Cântăreața a mai avut o apariție și în serialul Will & Grace interpretându-se pe ea însăși, interacționând cu actorii Megan Mullally și Sean Hayes, solista organizând o audiție pentru noi dansatori. Până la sfârșitul lui 2004, Damita Jo a fost comercializat în peste 942 000 de exemplare în Statele Unite, primind ulterior discul de platină de la RIAA. Deși albumul a beneficiat de succes comercial, cele trei discuri single promovate nu au intrat în top 40 în Billboard Hot 100. Keith Caulfield de la Billboard a comentat situația: „[pentru Jackson] care a avut 27 de piese în top 10, inclusiv 10 înregistrări ce au ajuns pe primul loc, acest lucru poate fi considerat o dezamăgire”. Clover Hope de la aceeași publicație consideră că „[albumul] a fost în mare parte pus în umbră de scandalul de la Super Bowl”. Jermaine Dupri, ce era atunci președintele departamentului de muzică în stil urban la Virgin Records, și-a exprimat „sentimente de nesusținere” din partea companiei.
În noiembrie 2004, Jackson a fost onorată cu titlul de Model de urmat pentru afro-americani de către 100 Black Men of America, Inc.: „comitetul de organizare pentru Premiile realizărilor artistice salută o carieră ce a evoluat de la una de succes la una de și mai mare succes”. Chiar dacă New York Amsterdam News a scris că „au existat câțiva pretendenți [la titlu] care și-au exprimat dezaprobarea pentru acordarea premiului interpretei de 38 de ani” din cauza incidentului de la Super Bowl, președintele organizației, Paul Williams, a răspuns: „un efort individual nu poate fi judecat doar pentru un singur moment din viața acelei persoane”. În iunie 2005, solista a primit un premiu umanitar din partea Human Rights Campaign și AIDS Project Los Angeles pentru munca și implicarea ei în strângerea de fonduri pentru lupta anti-SIDA.

### 2006–2007: „20 Y.O.” șiWhy Did I Get Married?

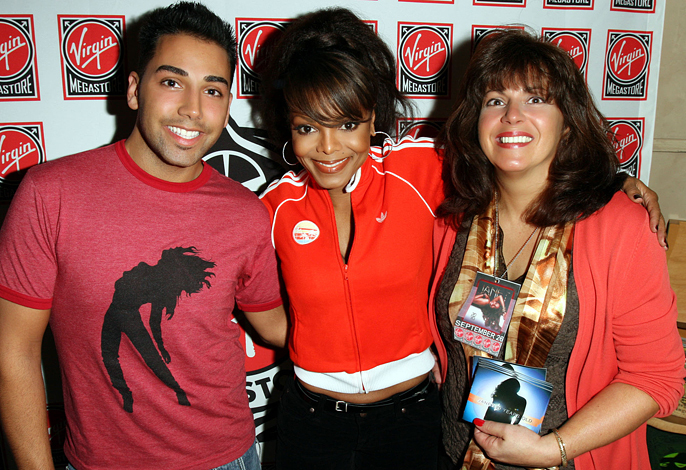
Janet Jackson cu câștigătorii concursului pentru designul coperții albumului 20 Y.O.

Pentru a promova cel de-al nouălea album, Jackson a apărut pe coperta revistei Us Weekly în iunie 2006, această ediție devenind una dintre cele mai bine vândute ale publicației. Virgin Records a lansat materialul 20 Y.O. în septembrie 2006, debutând pe locul 2 în Billboard 200. Janine Coveney de la Billboard a afirmat că titlul discului este „o sărbătorire a unei fericite eliberări și al unui stil muzical de pe debutul său din 1986, Control, ce a făcut istorie”. Jackson a declarat că piesele abordează genurile R&B și dance și că „albumul conține mostre din cântecele ce m-au inspirat acum 20, 25 de ani”.
Rolling Stone a remarcat că: „titlul albumului se referă la cei douăzeci de ani care au trecut de la lansarea lui Control, ce conținea șlagăre ca «Nasty» sau «What Have You Done for Me Lately». Dacă am fi fost ea, nu am fi făcut această comparație”. Totuși, Glenn Gamboa de la Newsday a acordat materialului o recenzie pozitivă: „pe 20 Y.O. [Jackson] renunță la dramatizările despre eliberare și despre impunerea punctului de vedere. De asemenea, ascunde și sexualitatea prezentă pe lansările precedente. Acest album se referă doar la dans și la întoarcerea ei spre rădăcinile R&B”. Primul single, „Call on Me”, o colaborare cu Nelly, a urcat până pe locul 25 în Billboard Hot 100. 20 Y.O. a primit discul de platină de la RIAA. Revista Billboard a anunțat că albumul satisface contractul cu Virgin Records; totuși, Jermaine Dupri care a fost co-producător, a demisionat din funcția sa de șef al departamentului de muzică în stil urban de la casa de discuri, motivul fiind „performanța dezamăgitoare” a discului lui Jackson.
În ianuarie 2007, Jackson a fost plasată de revista Forbes pe locul șapte în clasamentul celor mai bogate femei, având o avere estimată la peste 150 de milioane de $. În același an, solista a jucat rolul psihoterapeutei Patricia în Why Did I Get Married?, pelicula înregistrând încasări de 21,4 milioane de $ în prima săptămână. Este al treilea film consecutiv al lui Jackson care debutează pe primul loc în Statele Unite. Revista Variety a descris interpretarea cântăreței ca fiind încântătoare, dar blândă, iar The Boston Globe a afirmat că a portretizat personajul cu o „autoritate slabă”. În februarie 2008, Jackson a câștigat premiul pentru Outstanding Supporting Actress la NAACP Image Award pentru acest rol.

### 2008–2009: era „Discipline” și turneul Rock Witchu

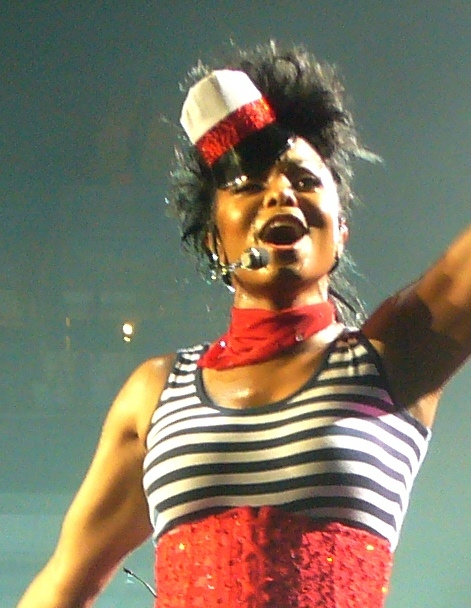
Janet Jackson în 2008

În luna iulie a anului 2007, Jackson a semnat un contract de promovare cu casa de discuri Island Records, o diviziune a companiei Universal Music Group. Prin intermediul acesteia interpreta și-a lansat cel de-al zecele material discografic de studio, intitulat Discipline. Discul, care a fost disponibil în magazine începând cu luna februarie a anului 2008, a debutat pe locul 1 în clasamentul american Billboard 200 datorită celor 180.000 de exemplare vândute în prima săptămână. Cântăreața împreună cu Jermaine Dupri au fost denumiți producătorii principali ai albumului, vechii colaboratori Jimmy Jam și Terry Lewis nefiind incluși pe lista compozitorilor ce au participat la crearea materialului. De asemenea, Discipline a devenit primul album de după succesul lui Control care nu include cântece ale căror texte să fie scrise de Janet sau în colaborare cu ea. Editorul Paul Grein de la Yahoo! Music a subliniat faptul că datorită celor șase albume ce au obținut locul 1 în lista Billboard 200, muziciana „l-a depășit pe fratele său Michael Jackson, care a câștigat cinci discuri [de locul 1]”. Referitor la titlul materialului, artista a declarat într-un interviu cu Larry King următoarele: „«Discipline». este numele unei înregistrări de pe album ... dar am dorit să numesc albumul «Discipline» deoarece pentru mine această noțiune are o mulțime de sensuri, dintre care cel mai important ar fi munca”.

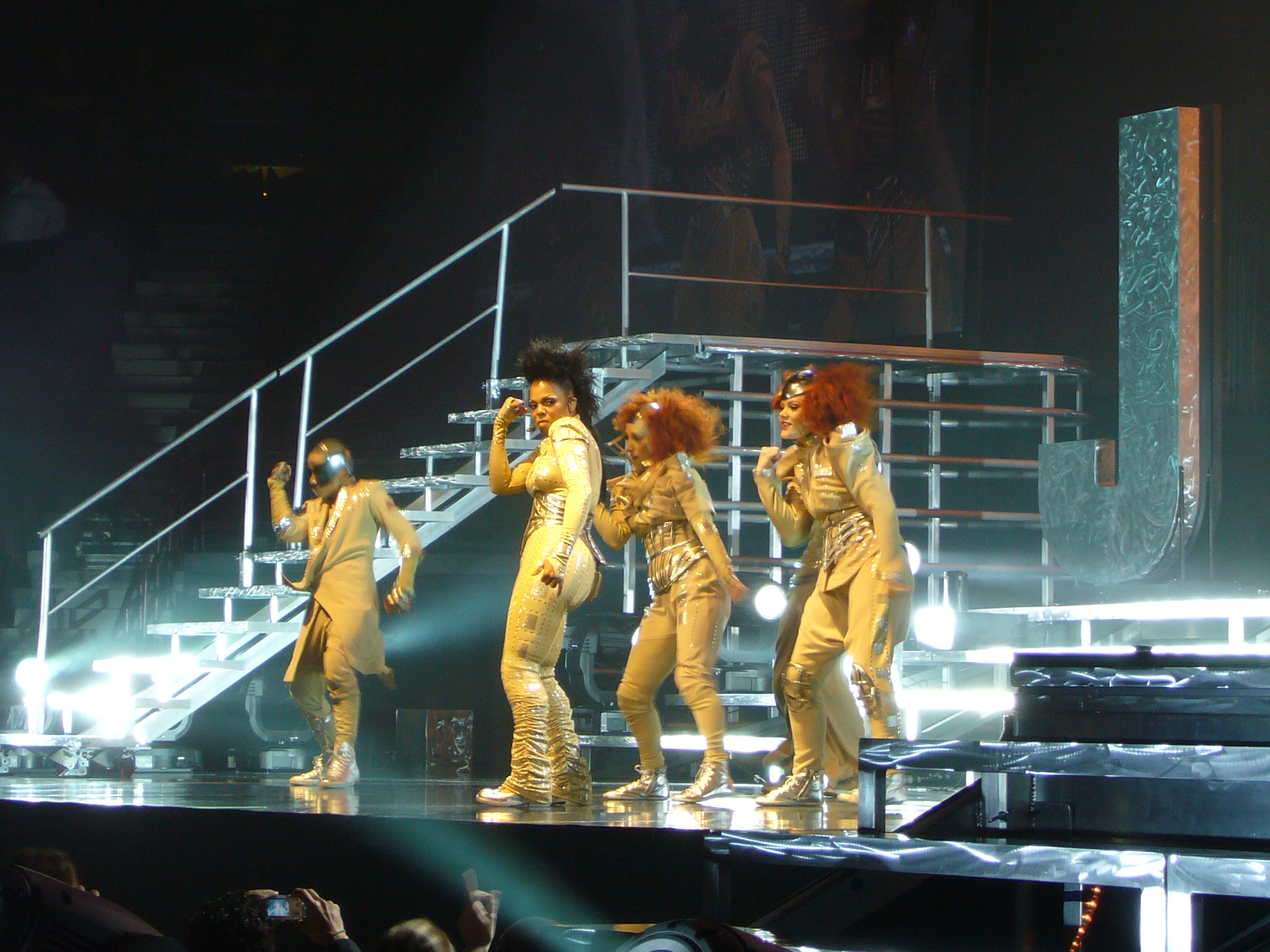
Janet Jackson în timpul unui recital susținut în cadrul turneului Rock Witchu. Seria de concerte a fost realizată în sprijinul albumului Discipline.

Discipline a primit în general recenzii pozitive din partea criticilor muzicali de specialitate. Revista Now subliniază: „Jackson nu ar dori ca noi să considerăm albumul o revenire – dar cu siguranță așa sună”, în timp ce publicația Prefix afirmă: „Discipline nu este nici pe departe cel mai bun album din cariera sa, dar este mult mai interesant decât predecesorii săi”. The Guardian descrie întregul albumul, cu excepția piesei „Can't B Good”, ca fiind de neremarcat. Primul extras pe single al albumului, „Feedback” a fost compus de Rodney Jerkins și promovat înaintea lansării discului Discipline. Cântecul a devenit prima intrare a lui Jackson în primele douăzeci de poziții ale clasamentului Billboard Hot 100 într-un interval de șapte ani, de la șlagărul din 2001 „Someone to Call My Lover”. La nivel mondial piesa a obținut clasări notabile în Canada (locul 3) și în Noua Zeelandă (locul 17). De pe material au mai fost extrase alte trei piese, „Rock with U”, „Luv” și „Can't B Good”, ultimele două obținând clasări de top 100 în Billboard Hot R&B/Hip-Hop Songs. În aprilie 2008 artista a primit din partea unei asociații ce militează pentru drepturile persoanelor LGBT un premiu onorific pentru sprijinul pe care Jackson îl oferă acestei comunități.
În luna septembrie a anului 2008 interpreta și-a început cel de-al cincilea turneu de promovare, intitulat turneul Rock Witchu. Percepția asupra interpretărilor lui Jackson a fost în general favorabilă, publicații precum The Vancouver Sun sau The Oakland Tribune apreciind concertele într-un mod pozitiv. Pe parcursul turneului artista a întâmpinat o serie de probleme de sănătate, fiind nevoită să anuleze o serie de interpretări. Cântăreața s-a declarat dezamăgită de strategia de promovare a materialului, acuzând casa de discuri pentru eșecul întâmpinat de discul Discipline. În cele paisprezece luni de colaborare cu Island Records, albumul s-a comercializat în aproximativ 415.000 de exemplare pe teritoriul Statelor Unite ale Americii și în mai puțin de un milion de exemplare la nivel global, înregistrând cele mai slabe vânzări de după era Control. La cererea cântăreței, compania și-a încheiat colaborarea cu Janet Jackson.
În iunie 2009, fratele interpretei, Michael, a încetat din viață în urma unui stop cardiac. În cadrul ceremoniei Premiilor BET, Jackson a vorbit în public pentru prima dată referitor la moartea fratelui său, comentând: „Pentru voi, Michael a fost un model, pentru noi a fost o familie. Va trăi pentru totdeauna în inimile noastre”. De asemenea, artista a confirmat faptul că și-a încheiat relația de șapte ani cu producătorul muzical Jermaine Dupri.
În luna septembrie a anului 2009, Jackson a interpretat piesa „Scream” în cadrul premiilor MTV Video Music Awards, în timpul unui omagiu adus fratelui său, Michael. În urma apariției sale, a fost anunțat faptul că artista va lansa un album de compilație, numit Number Ones, de pe care a fost promovat discul single „Make Me”.

### 2010–2012: „Why Did I Get Married? too” și „Number Ones, Up Close and Personal”

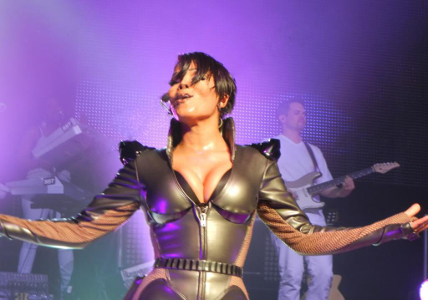
Janet Jackson în turneul Number Ones, Up Close and Personal.

Cantautoarea a apărut și în filmul Why Did I Get Married Too?, reluându-și rolul Patriciei din Why Did I Get Married?, ce a fost lansat la 2 aprilie 2010. Filmul a debutat în clasamentul încasărilor pe locul secund, având încasări totale de șaizeci de milioane. Jocul său actoricesc a fost considerat unul „revigorant și surprinzător de amuzant”, în timp ce scenele cu certurile din căsătorie au fost „dorința [ei] de a fi văzută într-o mare dezordine.” Tema muzicală a filmului, „Nothing”, a fost interpretat în finala sezonului al nouălea al American Idol. În iulie, Janet a fost modelul liniei vestimentare Blackglama. Universal Music a lansat și Icon: Number Ones, prima din seria compilațiilor Icon. În noiembrie, Janet Jackson a jucat în filmul de dramă For Colored Girls, adaptat din piesa de teatru For Colored Girls Who Have Considered Suicide When the Rainbow Is Enuf de Ntozake Shange. Pentru acest rol, Janet a primit o nominalizare la Premiile Black Reel, la categoria „Cea mai bună actriță într-un rol secundar”.

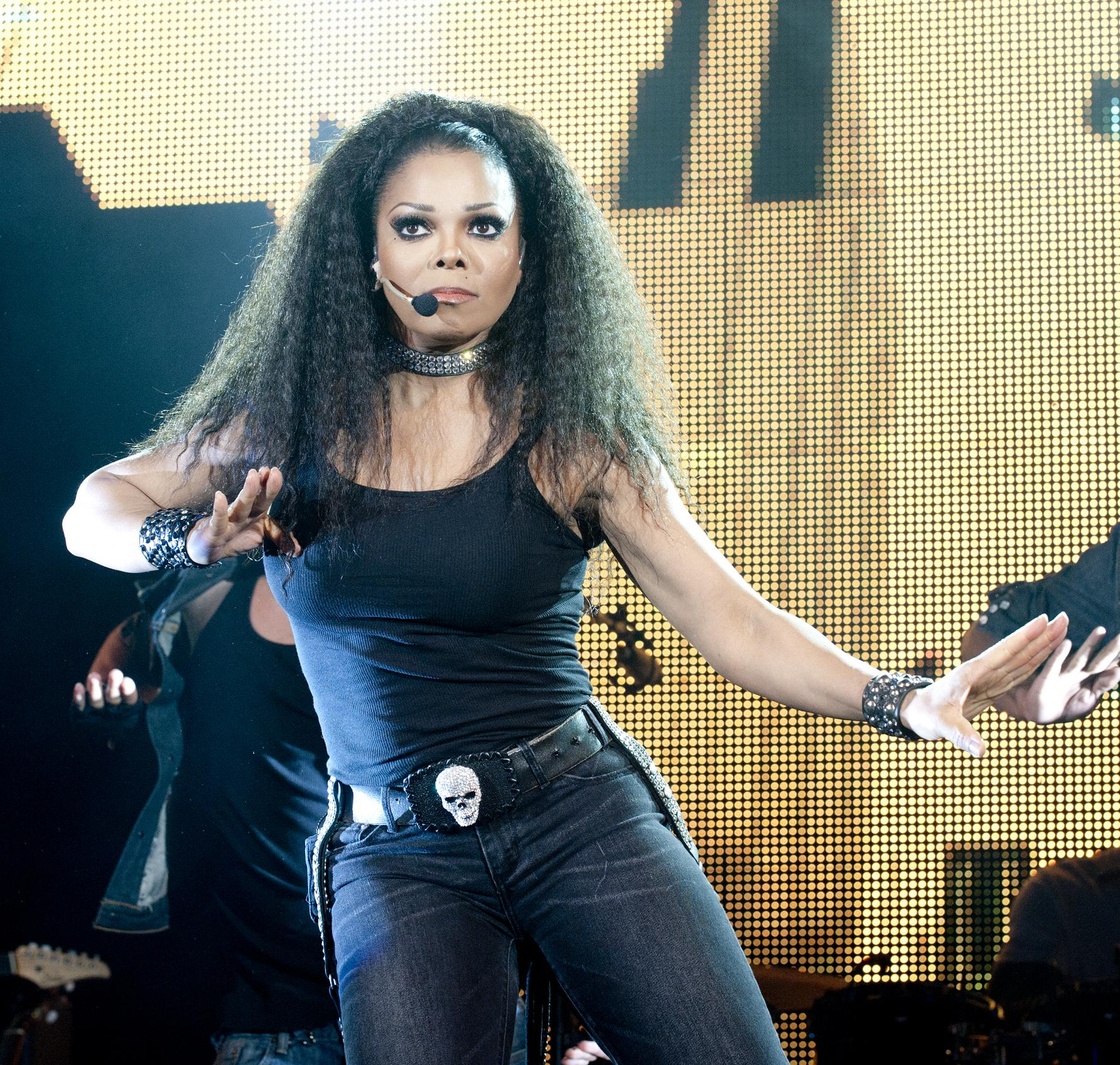
Janet Jackson în timpul turneului Number Ones, Up Close and Personal din 2011

Jackson a anunțat în noiembrie 2010 că dorește să susțină un nou turneu pentru promovarea celui de-al doilea album de hituri, Number Ones. În cadrul turneului, intitulat Number Ones, Up Close and Personal, Janet a susținut concerte în treizeci și cinci de orașe din jurul lumii, alese de fani pe site-ul ei oficial. Acestea au avut loc pe scene mai mici, în loc de stadioane, având încasări de 60 de milioane de dolari. După turneu Janet a lansat cartea de autoperfecționare True You: A Journey to Finding and Loving Yourself, în care descrie problemele sale cu greutatea și încrederea, răspunzând totodată și la scrisori din partea fanilor. A fost pe primul loc în Lista de best-sellere a The New York Times. Mattel a lansat pentru o licitație o ediție limitată a păpușii Barbie cu Jackson, iar încasările au fost donate organizației non-profit Project Angel Food. A semnat și un contract cu Lions Gate Entertainment prin care își poate alege și produce mai multe filme de lung metraj.
Janet Jackson a fost prima femeie care a cântat în piramida de sticlă I. M. Pei a muzeului Luvru din Paris, pentru a strânge fonduri în vederea restaurării unor opere de artă de mare importanță. Alegând-o pe Jackson, Henri Loyrette a declarat despre ea că este „una din cele mai mari comori artistice ale lumii”. Jackson a fost aleasă pentru a doua oară să reprezinte gama Blackglama, fiind primul artist care reușește acest lucru. A fost și imaginea Nutrisystem, sponsorizând programul ei de pierdere în greutate, după ce s-a confruntat și ea cu probleme cu greutatea în trecut . În cadrul acestui program, Janet a donat zece milioane de dolari în mese pentru sărmani. Apoi a participat la balul caritabil amFAR Cinema împotriva SIDA din Cannes, pentru care a mai slăbit. Jackson a primit onoruri pentru contribuțiile sale pentru cercetările împotriva SIDA, conducând gala amfAR din următorul an de după Festivalul de Film de la Cannes.

### 2013–prezent: „Unbreakable”

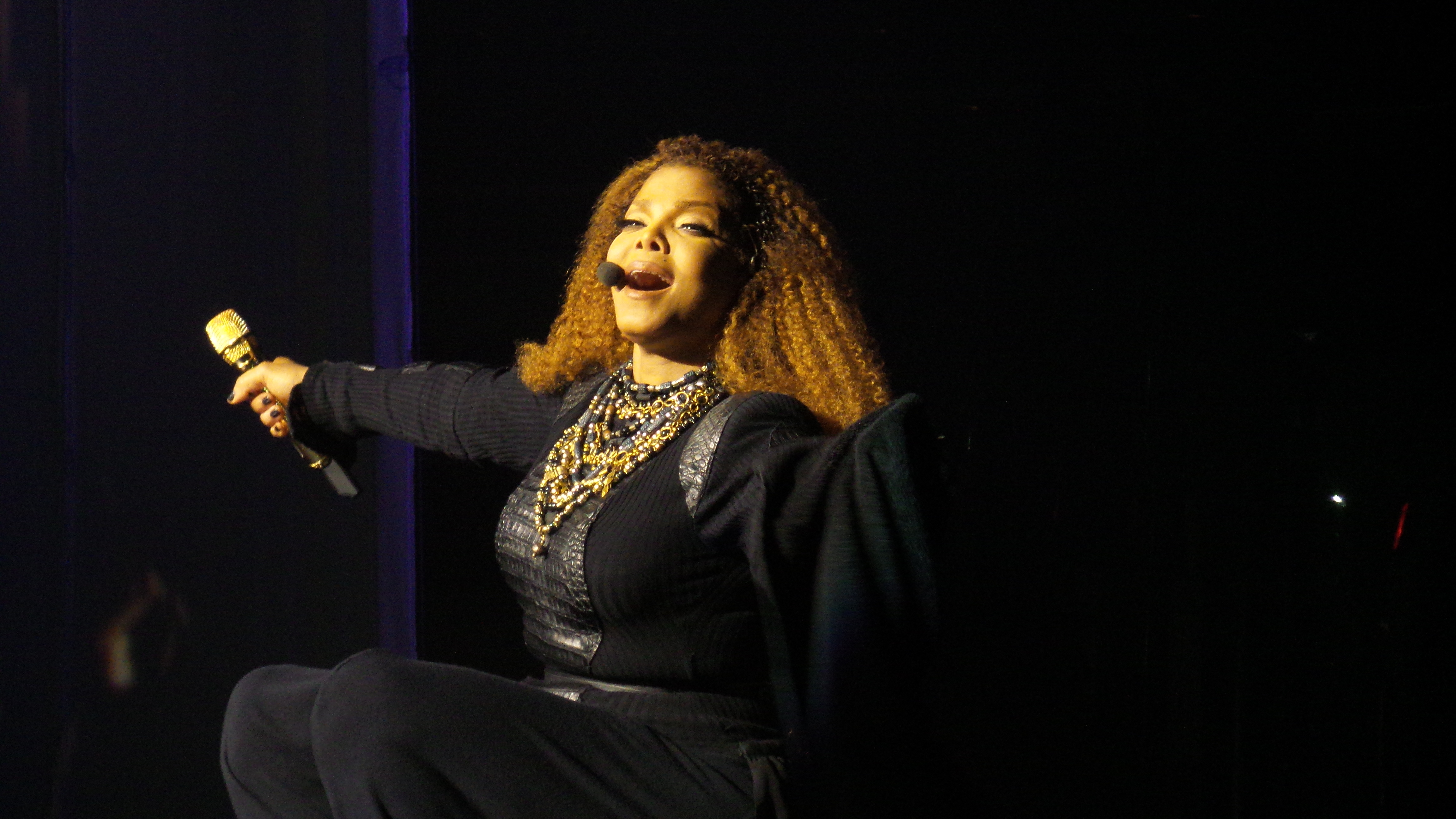
Janet Jackson în timpul turneului Unbreakable, Honolulu 2015

În timpul pauzei de la lansarea unui nou album, piesele lui Janet au primit numeroase coveruri și remixuri, iar fragmente din aceasta au fost folosite în alte melodii, intrând în cultura remixurilor. În februarie 2013, Jackson a anunțat că s-a măritat pentru a treia oară, de această dată cu miliardarul qatarez Wissam Al Mana, în cadrul unei ceremonii private din anul precedent. În mai 2013, în timpul celei de-a douăzecea aniversare a albumului janet., ea a declarat că lucrează la un nou album, pentru care a „creat conceptul și ideile în linii mari” în ceea ce privește muzica de pe acesta. La album a colaborat cu Rodney „Darkchild” Jerkins, Jean Baptiste, Jam & Lewis și Bangladesh.
În iulie 2014, producătorul și inginerul de sunet Ian Cross a anunțat că Janet participă la sesiunile de înregistrări. Jackson a dezmințit această informație prin intermediul rețelei de socializare Twitter, scriind „Dacă va fi un nou proiect, veți auzi de acesta de la mine”. Pe 22 aprilie 2015, tot pe twitter, ea a scris că „Luând o pauză nu înseamnă că te oprești”, după ce un fan a creat un poster cu Janet dată persoană dispărută, poster care a circulat pe Internet și care i-a fost adus la cunoștință lui Janet de către Jimmy Jam. Pe 15 mai 2015, Jackson a anunțat că vrea să lanseze un nou album, pe care îl va promova într-un nou turneu. Și-a exprimat intenția de a lansa noul său album în toamna anului 2015 prin propria sa casă de discuri, Rhythm Nation, distribuit de BMG Rights Management. Lansarea lui Rhythm Nation a făcut-o pe Jackson una dintre puținele femei afro-americane din industria muzicală care dețin o casă de discuri.
Pe 15 iunie 2015, Jackson a anunțat data primelor concerte din cadrul etapei nord-americane ale turneului mondial Unbreakable. Pe 22 iunie a fost lansat primul single de pe album, intitulat „No Sleeep”. Varianta solo a lui Jackson a debutat în clasamentul Hot 100 pe poziția a 67-a, fiind a patruzecea piesă a ei care intră în clasament. La puțin timp după lansare, piesa a ajuns până pe locul întâi în  clasamentul Billboard și în Twitter Trending 140. Varianta de pe album, înregistrată în colaborare cu J. Cole, a făcut ca piesa să reintre în Hot 100 clasându-se mai bine decât varianta solo, ajungând pe poziția a 63-a, fiind totodată și pe primul loc în clasamentul Adult R&B Songs.

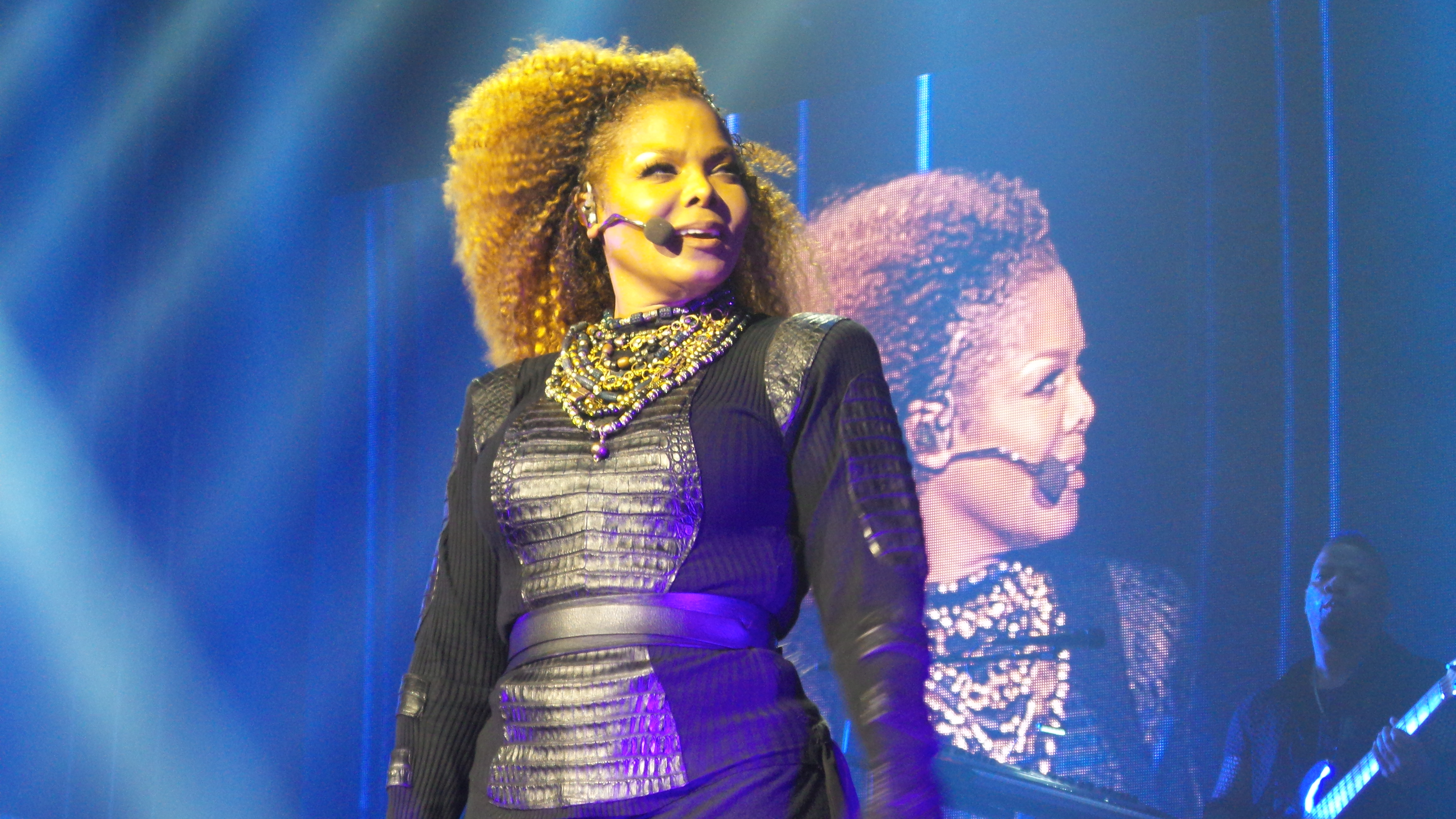
Jackson în timpul turneului Unbreakable

BET i-a acordat lui Jackson primul premiu Ultimate Icon: Music Dance Visual la gala Premiilor BET din 2015, acompaniat de un număr dance interpretat de Ciara, Jason Derulo și Tinashe. Pe 30 iunie 2015 s-a anunțat lansarea unei linii de bijuterii intitulată „Colecția Janet Jackson Unbreakable Diamonds ”, la care Janet Jackson a colaborat cu Paul Raps New York. Pe 20 august,  ea a lansat o mostră a piesei „The Great Forever”, confirmând totodată titulul celui de-al unsprezecelea album al ei de studio, Unbreakable.
Jimmy Jam și Terry Lewis au declarat că conceptul lui Jackson pentru album a fost dezvoltat simultan cu producția turneului de promovare a albumului și că piesele sale vor fi diferite față de cele din trecut. Ei au mai declarat că tema albumului reflectă „faptul de a putea fi vulnerabil și de a putea să reziști la ceea ce te așteaptă.”, fiind inspirat de experiențele trăite de Janet în ultimii ani. Prima piesă de pe album, „Unbreakable" a fost lansată pe 3 septembrie 2015, fiind pentru prima dată difuzată pe postul de radio Beats 1 al Apple Music, găzduit de Ebro Darden. Albumul a fost făcut disponibil pentru pre-comandă pe iTunes în aceeași zi. „Burnitup!”, piesă la care a colaborat cu Missy Elliott, a fost difuzată pentru prima dată la BBC Radio 1 pe 24 septembrie 2015. Unbreakable a fost lansat pe 2 octombrie 2015. A primit recenzii pozitive din partea unor publicații precum The Wall Street Journal, The New York Times, USA Today, Los Angeles Times, și The Guardian. În următoarea săptămână, Jackson a primit prima nominalizare la Rock and Roll Hall of Fame. Albumul său a debutat pe locul întâi în clasamentul Billboard 200, devenind al șaptelea său album care ocupă această poziție în Statele Unite.
Pe 6 aprilie 2016, Jackson a anunțat că „își pune lucrurile în ordine în familie” cu soțul Wissam Al Mana, lucru care a dus la amânarea turneului ei. Pe 1 mai 2017, Jackson a anunțat că își va relua Turneul Mondial Unbreakable, sub o nouă denumire, State of the World Tour. Acesta a fost lansat pe 7 septembrie 2017. Tema turneului a fost schimbată pentru a reflecta mesaje cu caracter social din întreaga carieră a lui Jackson, din lista pieselor interpretate făcând parte piese care fac referire la rasism, supremația albilor, fascism, xenofobie și abuzurile poliției. Turneul a primit recenzii pozitive, cu mai mulți critici lăudând forma fizică a lui Jackson după naștere, spectaculozitatea sa și mesajele cu caracter social.
Interpretarea emoționantă a „What About”, un cântec despre violența domestică înregistrat inițial pentru The Velvet Rope, a atras atenția mass-mediei în contextul separării recente de soțul ei; fratele lui Janet, Randy, a susținut că ea a fost abuzată verbal de Al Mana, lucru care a dus la destrămarea mariajului dintre cei doi. Încasările concertului de pe 9 septembrie 2017, care a avut loc la Toyota Center din Houston, Texas au fost donate pentru sinistrații Uraganului Harvey. Jackson s-a întâlnit cu primarul Houstonului, Sylvester Turner, și cu sinistrați la Centrul de Convenții George R. Brown înainte de concert. În mai 2018, s-a anunțat faptul că Janet va primi premiul Billboard Icon la gala Premiilor Muzicale Billboard 2018.. Într-un interviu acordat revistei Billboard, Jackson a dezvăluit faptul că lucra la piese noi. Pe 16 august 2018, s-a anunțat faptul că Jackson și Rhythm Nation au intrat într-un parteneriat cu Cinq Music. În ziua următoare, Janet a lansat piesa „Made for Now”, în colaborare cu Daddy Yankee. În octombrie 2018, a primit a treia nominalizare pentru a fi inclusă în Rock and Roll Hall of Fame. Pe 13 decembrie 2018, ea a fost unul din cei nouă artiști incluși în Rock and Roll Hall of Fame. Pe 26 februarie 2019, Jackson a anunțat că va susține mai multe concerte în Las Vegas în cadrul turneului intitulat Metamorphosis. Programul inițial cuprindea paisprezece spectacole la Park Theater din resortul Park MGM; au mai fost anunțate alte trei în mai. În iunie 2019, Jackson a cântat la Festivalul Glastonbury. Jackson va interpeta un concert pentru cea de-a 30-a aniversare a Rhythm Nation 1814 pe 21 septembrie 2019 la Chase Center din San Francisco.

## Stilul muzical și interpretarea
Jackson este o mezzosoprană, revista Rolling Stone observând că „vocea ei subțire este un ecou palid a celei lui Michael” și că în piesele de pe albumele sale, solista nu se axează pe interpretare, ci pe „ritmuri izbitoare, pasaje muzicale carismatice și o producție impecabilă”. Eric Henderson de la Slant Magazine i-a criticat pe cei care au contestat calitățile vocale ale lui Jackson. David Ritz a comparat stilul ei muzical cu cel al lui Marvin Gaye: „ca și în cazul lui Marvin, autobiografia pare a fi singura sursa de inspirație în muzica sa. Arta ei, la fel ca cea a lui Marvin, se varsă peste un rezervor plin de durere ținută în secret”. Jackson a afirmat că frații săi mai mari, Michael și Jermaine, au fost prima ei sursă de inspirație, ulterior exprimându-si admirația pentru Tina Turner: „Tina a devenit o figură eroică pentru multe persoane, mai ales pentru femei, datorita puterii sale extraordinare. Pentru mine, Tina nu are sfârșit sau început. Simt că muzica ei a fost mereu prezentă și asa va fi mereu”. Conform Rolling Stone, alți cântăreți care au influențat-o sunt The Ronettes, Dionne Warwick, Tammi Terrell și Diana Ross.
Interpreta a abordat o varietate de genuri de-a lungul anilor, inclusiv R&B, pop, soul, rap, hip-hop, rock și dance. Qadree EI-Amin, fostul manager personal al lui Jackson, a declarat: „este [o] mai mare [artistă] decât Barbra Streisand deoarece Streisand nu poate prezenta interes pentru mulțimea străzii, asa cum Janet o face. Dar oamenii de elită și bogați ce o admiră pe Streisand o iubesc pe Janet”. Când Jimmy Jam si Terry Lewis au colaborat cu Jackson pentru albumul Control, Richard J. Ripani a declarat că cei trei au combinat elemente ritmice de funk și disco cu sintetizatoare, percuții, efecte sonore și sensibilitatea stilului rap.

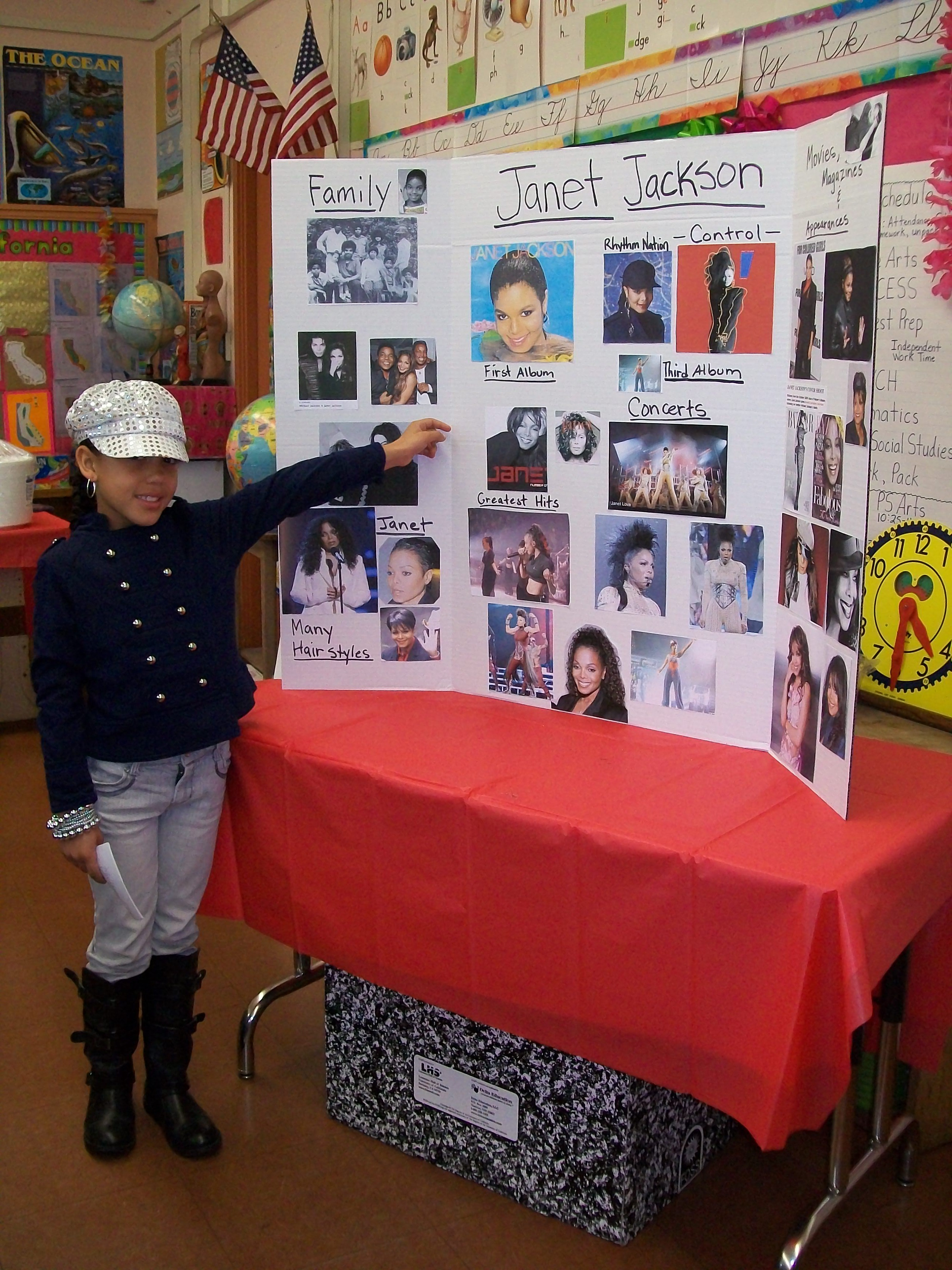
Janet Jackson este o figură importantă din istoria muzicii, aici pe panoul de studiu al unei eleve.

Jackson și-a schimbat temele abordate de-a lungul anilor. Gillian G. Gaar, autorul cârtii She's a Rebel: The History of Women in Rock & Roll (2002), a descris albumul Control ca fiind „o poveste autobiografică despre viața cu părinții săi, primul ei mariaj și libertate”. Rickey Vincent a afirmat în Funk: The Music, The People, and The Rhythm of The One (1996) că materialul Janet Jackson's Rhythm Nation 1814 „a fost cea mai îndrăzneață și mai de succes încercare din muzica pop de a combina temele sociale cu sărbătoririle (...) de la efortul fratelui său, Michael, de a fi Bad”. Pe discul janet., Jackson începe să abordeze teme cu tenta sexuală. Joshua Klein de la The Washington Post a scris că imaginea publică a interpretei s-a schimbat în decursul anilor „de la inocență la experiență, inspirând albume carnale ca janet. din 1993 și The Velvet Rope din 1997”, ultimul abordând teme ca legăturile dintre persoane, dragostea și dorința. Solista a declarat în timpul promovării albumului janet. că „ador să mă simt într-adevăr sexuală și nu mă deranjează să afle lumea acest lucru. Pentru mine, sexul a devenit o celebrare, o parte plăcută a unui proces creativ”. Cântăreața a explicat folosirea acestei teme astfel: „iubesc dragostea și iubesc sexul”.
Stephen Thomas Erlewine de la allmusic observă că piesele de pe All for You sunt despre „divorț, muzică și sex” și că albumul „[în mare parte] încurajează indulgența”. Jon Pareles de la New York Times consideră că pe material există „balade de budoar [ce se] ondulează pe ritmuri lente în timp ce d-șoara Jackson geme” și „cântece într-un tempo rapid ce se îndreaptă spre disco”, solista abordând și stiluri ca hard rock sau muzica pop a anilor 1960. Criticul concluzionează astfel recenzia: „numeroasele supraînregistrări de pe vocea ei o transformă într-un cor aeropurtat”. Sal Cinquemani de la Slant Magazine a aclamat piesa „Trust a Try”: „înfrumusețat cu aranjamente vocale teatrale, chitare electrice și corzi cinematice, piesa demonstrează faptul că Jackson este cea mai bună când este implicată într-o dramă la nivel înalt”. Entrtainment.ie consideră că Damita Jo este plin de „ritmuri energice, negative sinuoase și, cel mai important lucru, refrene explozive”. Steve Jones de la USA Today afirmă că pe 20 Y.O., Jackson pare să fie „fericită, grijulie și în continuare provocatoare”. Digital Spy a scris că „Feedback” conține „destulă atitudine ca să compenseze vocea ei fragilă”.

## Coregrafie
Jackson s-a inspirat pentru videoclipurile ei din musicalurile pe care le urmarea în timpul tinereții și a fost foarte influențată de coregrafiile realizate de Fred Astaire și Michael Kidd, printre alții. De-a lungul carierei, interpreta a lucrat cu numeroși coregrafi profesioniști cum ar fi Paula Abdul, Michael Kidd și Tina Landon. Landon a participat și la realizarea mișcărilor pentru videoclipul piesei „Scream”, o colaborare a lui Michael Jackson cu sora sa. Janine Coveney de la Billboard a observat că „declarația ei de independență [Control] a lansat numeroase șlagăre, o producție incontestabilă în materie de sunet și o imagine de durată bazată pe videoclipuri ce au o coregrafie cutremurătoare și o imagine pe care mulți soliști pop încearcă să o întreacă”. Qadree EI-Amin remarcă faptul că interprete ca „Britney Spears și Christina Aguilera îi urmează exemplul de divă care se axează și pe dans”.

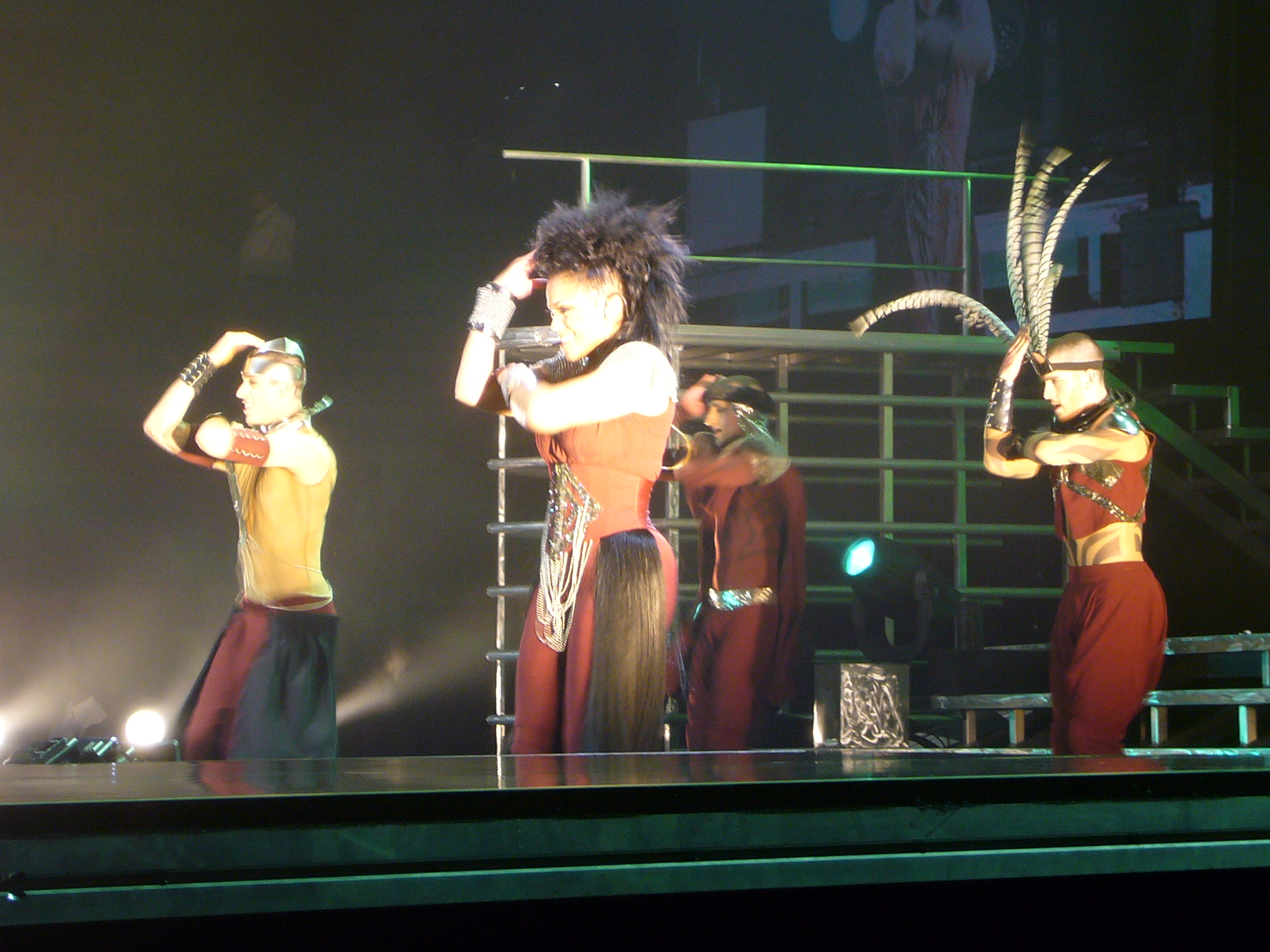
Janet Jackson în timpul unui moment dansant prezentat în cadrul turneului Rock Witchu. Coregrafiile interpretate de solistă de-a lungul anilor au influențat o serie de artiști contemporani.

Chris Willman de la Los Angeles Times a numit turneul Rhythm Nation 1814 Tour „conceput ca un spectacol de dans de proporții uriașe”. Nicholas Barber a scris în recenzia pentru The Independent la turneul The Velvet Rope Tour: „concertele lui Janet reprezintă echivalentul în muzica pop a unui film de vară de mare succes, cu toate exploziile, efectele speciale, sentimentalismele”. Când reporterul de la Los Angeles Times a întrebat-o pe Jackson cum se simte când oamenii îi compară spectacolele din cadrul The Velvet Rope Tour cu unul de pe Broadway, ea a răspuns: „Sunt înnebunită după Broadway... Cu asta am crescut”.
Thor Christensen de la Dallas Morning News a observat că solista face playback în timpul concertelor, scriind că „Janet Jackson –una dintre figurile muzicii pop cele mai cunoscute pentru playback... utilizează «câteva» voci înregistrate pentru a da forță interpretării sale. Însă ea refuză să declare cât la sută din vocea utilizată pe parcursul spectacolelor este live”. Michael MacCambridge de la Austin American-Statesman, care a realizat o recenzie pentru Rhythm Nation 1814 Tour, a declarat că „Jackson a cântat frecvent peste vocea sa preînregistrată pentru ca piesele ei să sune cât mai aproape de versiunile difuzate la radio”. MacCambridge a afirmat că „este aproape imposibil ca cineva –inclusiv un membru al Primei Familii a Muzicii Soul– să danseze ca ea timp de 90 de minute și să poată susține o interpretare live în forță”. Similar, Chris Willman a comentat: „chiar și pentru o cântăreață antrenată vocal în modul clasic ar fi o presiunea prea mare să mențină un anume volum –sau, mai bine zis, un «Control» [al vocii]” în timp ce execută o coregrafie atât de solicitantă.

## Imagine
Cea mai tânără soră a „prestigiosului clan Jackson”, Janet Jackson a încercat să își distanțeze cariera profesională față de cea a fratelui său Michael și de restul familiei Jackson. Phillip McCarthy de la Sydney Morning Herald a observat faptul că de-a lungul carierei sale de interpretă, una dintre condițiile comune impuse intervievatorilor săi era aceea ca numele lui Michael Jackson să nu fie adus în discuției. Joshua Klein citează: „în prima jumătate a carierei sale, Janet Jackson părea un artist ce avea ceva de dovedit. Începând cu anul 1982 [...], Jackson și-a umplut albumele mai mult cu declarații, decât cu cântece, de la «The Pleasure Principle», la radicalul «Rhythm Nation» și până la clarificatorul «Control». Steve Huey de la Allmusic susține faptul că deși s-a născut într-o familie de artiști, Janet Jackson a devenit un superstar prin forțe proprii, rivalizând nu doar cu unele interprete precum Madonna sau Whitney Houston, ci și cu fratele său, „în timp ce imaginea ei a trecut de la o femeie puternică și independentă la un adult matur și sexy”. Klein constată faptul că „celebritata nu a fost chiar atât de greu de prevăzut, dar puțini au putut crede că Janet — Domnișoara Jackson, dacă ești rău — îl va înlocui într-o zi pe Michael ca adevărata imagine a familiei Jackson”.

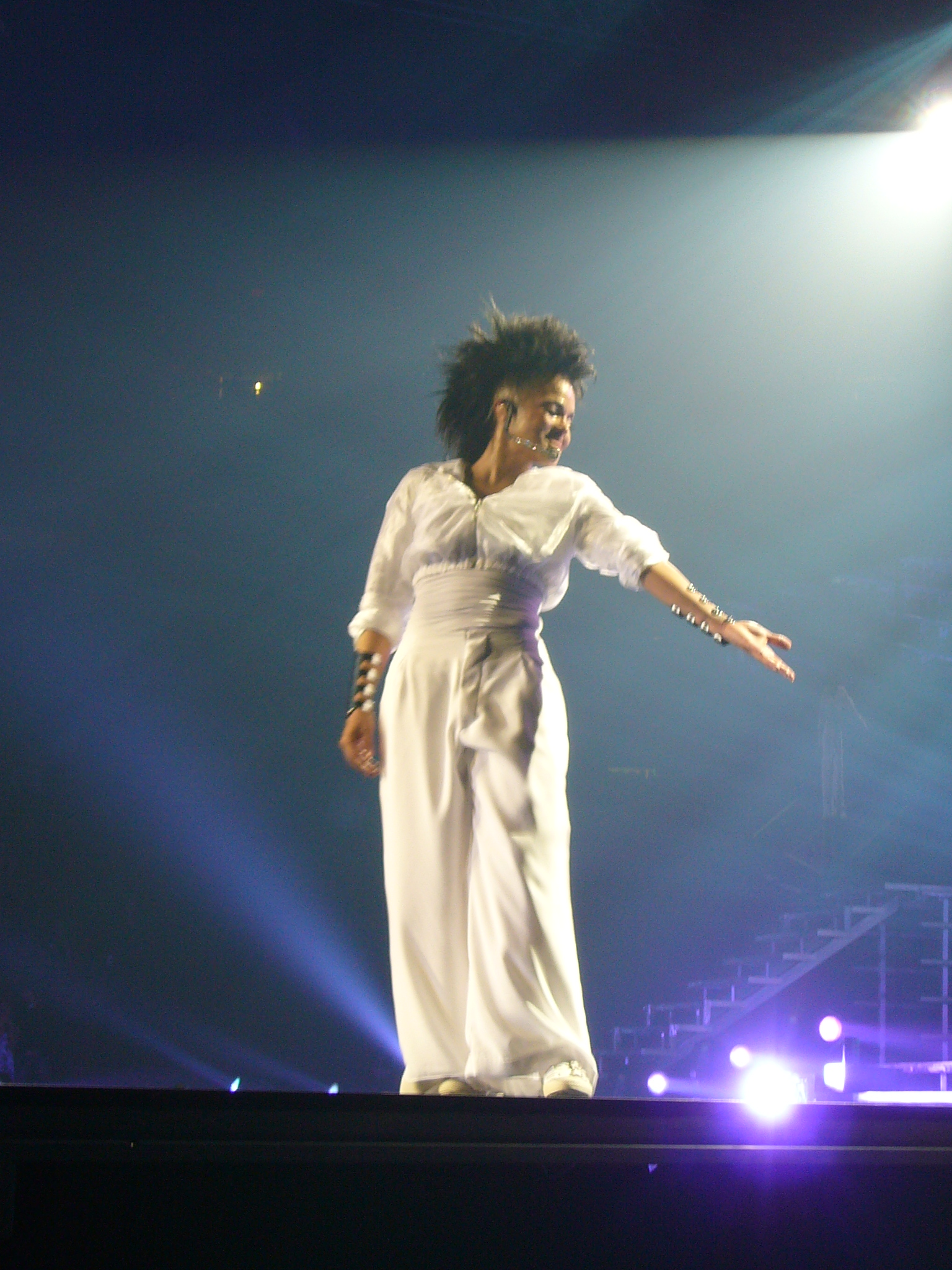
Janet Jackson în timpul unei interpretări din turneul Rock Witchu.

Jim Cullen a ajuns la concluzia că deși materialul Thriller al lui Michael Jackson a fost primul care a sincronizat videoclipurile cu vânzările de albume, Janet Jackson a fost ridicată la rangul de „Model al culturii pop” prin intermediul muzicii sale, acestea fiind înscrise în cartea Popular Culture in American History (2001). De asemenea, conform lui Larry Starr și lui Alan Waterman, autorii volumului American Popular Music : The Rock Years (2006), în perioada în care industria muzicală americană se afla într-o perioadă de revenire în mijlocul anilor '80 după decăderea erei disco, Janet Jackson, alături de alte nume importante ale muzicii din acea perioadă, a fost recunoscută pentru stimularea consumului de albume, casete audio sau compact discuri. Routledge International Encyclopedia of Women: Global Women's Issues and Knowledge (2000) susține faptul că interpreta, alături de alte femei de origine Afro-Americană, au cunoscut un mare succes financiar, primind și statutul de „superstar”. În The New Blue Music: Changes in Rhythm & Blues, 1950-1999 (2006), Richard J. Ripani consideră faptul că albumele Control și Rhythm Nation 1814 au devenit unele de referință în dezvoltarea R&B-ului contemporan, primul fiind „unul dintre primele [discuri] care a creat o punte între muzica rap și cea R&B”, în timp ce Rhythm Nation 1814 a apelat la elemente din afara genului R&B. Același autor afirmă faptul că înregistrarea de semnătură a lui Jackson, „Nasty” a influențat genul new jack swing, dezvoltat de Teddy Riley.
Stilul muzical și coregrafia lui Jackson au influențat într-un mod pozitiv o serie de artiste. Pam Sitt de la The Seattle Times susține faptul că „starurile pop Britney Spears și Christina Aguilera, printre altele, o creditează pe Jackson ca fiind o persoană ce le-a influențat [cariera]”. Interpreta de muzică R&B Cassie a făcut referire ea ca fiind un „fan înfocat al lui Janet Jackson”, continuând: „Mi-aș dori să am o carieră ca a lui Janet — sub toate aspectele ... Ea este incredibilă, de la mișcările sale până la vocea sa”. Chicago Tribune indică faptul că „[interpreta] Cassie nu este primul artist care este comparat cu Jackson și cu siguranță că nu este și ultimul”. Cartea Aaliyah Remembered (2005) afirmă faptul că solista de muzică R&B Aaliyah ar fi dorit întotdeauna să lucreze cu Janet Jackson, artista afirmând înainte de moartea sa: „O admir [...] este un interpret complet ... Mi-ar plăcea să realizez un duet cu Janet Jackson”. Fosta componentă a grupului muzical Destiny's Child, interpreta Beyoncé Knowles a declarat despre autoarea șlagărului „What Have You Done for Me Lately”: „O iubesc pe Janet Jackson! ... Nu pot spune decât lucruri frumoase despre ea”. Ciara o citează și ea pe artistă ca fiind una dintre cele mai importante modele ale sale, afirmând: „Mi se pare că doar ieri urmăream videoclipurile ei la televizor; acum, unele persoane mă compară cu ea”. Jennifer Lopez apreciază într-un mod pozitiv scurtmetrajele realizate de Jackson, declarând: „au avut un impact foarte mare asupra mea ca fan dar și ca artist”. De asemenea, soliste ca Brandy sau Rihanna au fost comparate cu Janet Jackson.

## Influență

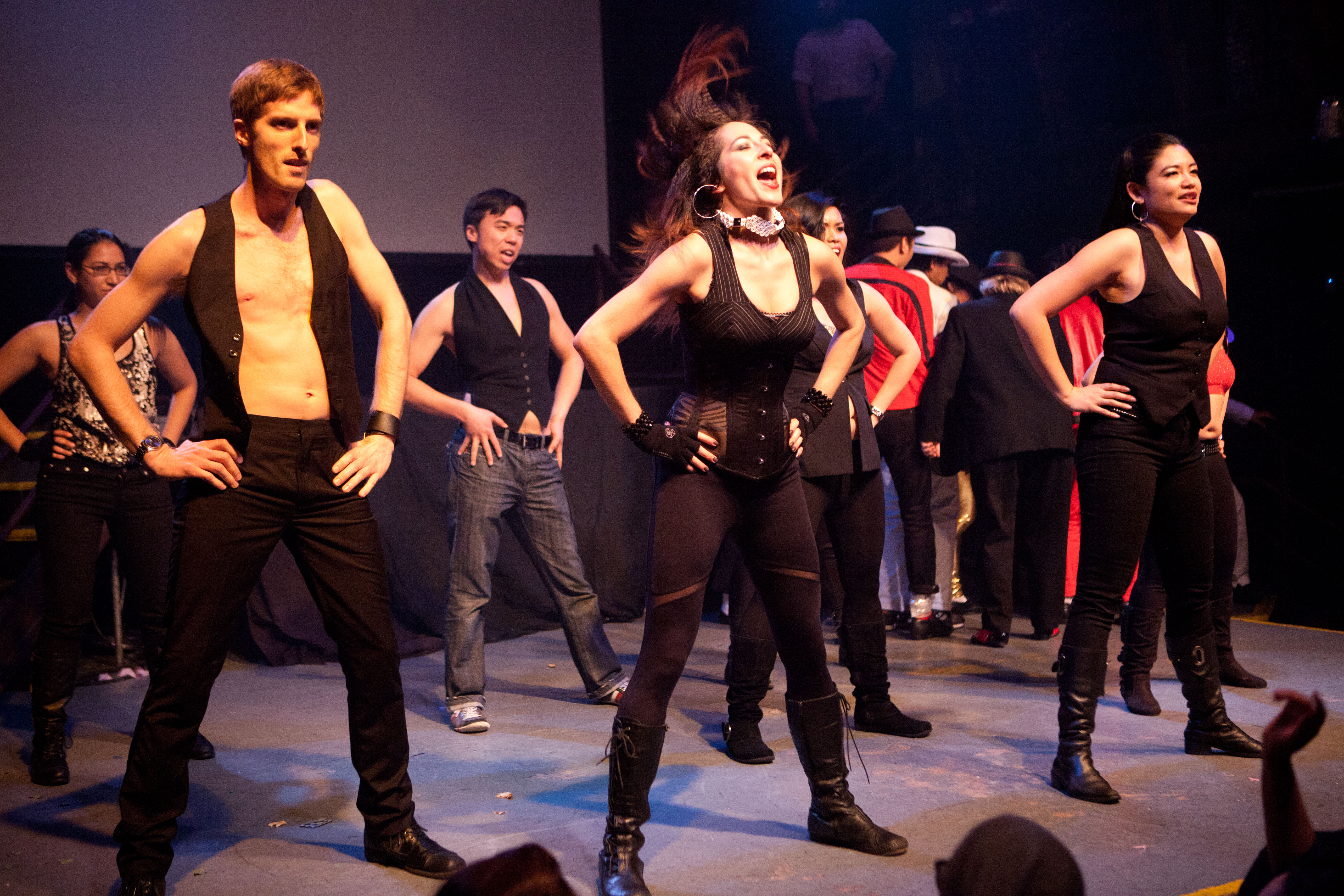
Dansatori imitând coregrafia și imaginea lui Janet Jackson.

Janet Jackson a influențat mulți cântăreți, fiind considerată de critici drept „Regina muzicii Pop.” Tris McCall a considerat-o „precursoarea majorității vedetelor pop de sex feminin din prezent”. Rolling Out o consideră „barometrul pentru orice cântăreață sau dansatoare care devine celebră”. Este principala sursă de inspirație a lui Beyoncé, influențând reinventarea stilului muzical și a imaginii sale; Britney Spears, inspirată de „tot ceea ce face ea”, și Lady Gaga, care o consideră „o legendă incredibilă”. Justin Timberlake și Jennifer Lopez au declarat că Janet i-a convins să devină cântăreți. Other artists also include Rihanna, among her main influences and the first artist she felt relation to; Mariah Carey a declarat că „oricine cu atât de mul talent și determinare cere respect”. Christina Aguilera a apreciat-o ca fiind „o artistă care va fi considerată întotdeauna ca una din cele mai bune”, și Pink, care o consideră influența primară în pregătirea propriilor spectacole. Ariana Grande și Miley Cyrus s-au inspirat din coregrafia lui Jane pentru dansurile din concerte.
A influențat și artiști europei precum Robyn, care consideră muzica sa drept sursa primară de inspirație în Suedia, Cheryl Cole, și MNEK, precum și artiști asiatici: Girls' Generation, Wonder Girls, Utada Hikaru, Lee Hyori, Namie Amuro, și BoA. Cântăreața braziliană Kelly Key, venezueleanca Marger Sealey și rusoaica Nyusha și-au exprimat și ele dorința de a o imita. Jackson a atras atenția și artiștilor de muzică rock, influențând formații precum Panic! At the Disco, Deerhoof, Anti-Flag, Sleigh Bells și The Black Keys, dar și DJ-ii Little Dragon, Grimes și Armin van Buuren. Observând că ea atrage o „foarte mare atenție în comunitatea muzicală a prezentului”, Shea Kopp a menționat și „numeroasele reinterpretări ale muzicii sale”. Fabian Brathwaite a remarcat că „Oricând vezi o coregrafie a unei trupe de dans, un trunchi tonifiat, un videoclip elaborat, o piesă de teatru de mare succes, un rol de film între lansarea albumelor, sau un microfon la ureche - amprentele lui Janet sunt peste tot.”

## Discografie
Albume de studio
| - Janet Jackson (1982) - Dream Street (1984) - Control (1986) - Janet Jackson's Rhythm Nation 1814 (1989) - janet. (1993) | - The Velvet Rope (1997) - All for You (2001) - Damita Jo (2004) - 20 Y.O. (2006) - Discipline (2008) - Unbreakable (2015) |

Compilații
| - Design of a Decade 1986/1996 (1995) | - Number Ones (2009) |

## Turnee
- Turneul Rhythm Nation World (1990)
- Janet World Tour (1993–1995)
- Turneul The Velvet Rope (1998–1999)
- Turneul All for You (2001–2002)
- Turneul Rock Witchu (2008)
- Number Ones, Up Close and Personal (2011)
- Unbreakable World Tour (2015–2016)
- State of the World Tour (2017–2019)
- Janet Jackson: Metamorphosis (2019)

## Filmografie
| Seriale de televiziune - The Jacksons (1976–1977) - Good Times (1977–1979) - A New Kind of Family (1979–1980) - Diff'rent Strokes (1980–1984) - Fame (1984–1985) | Filme - Poetic Justice (1993) - Nutty Professor II: The Klumps (2000) - Why Did I Get Married? (2007) - Why Did I Get Married Too? (2010) - For Colored Girls (2010) |